# Альберт Анкер
Альберт Анкер (нім. Albert Anker, 1 квітня 1831–16 липня 1910) — швейцарський художник і графік другої половини XIX — початку XX століття.

## Біографія
Анкер народився в Швейцарії, в комуні Інс (кантон Берн) у сім'ї ветеринара Самуеля Анкера. Він навчався у школі в Невшателі, де разом з Огюстом Бачеліном, згодом одним із художників, брав уроки малювання у Луї Валлінгера в 1845—1848 р.р. У 1851 році після закінчення гімназії Кірхенфельд у Берні став вивчати теологію. У 1853 році залишив навчання та зайнявся живописом.

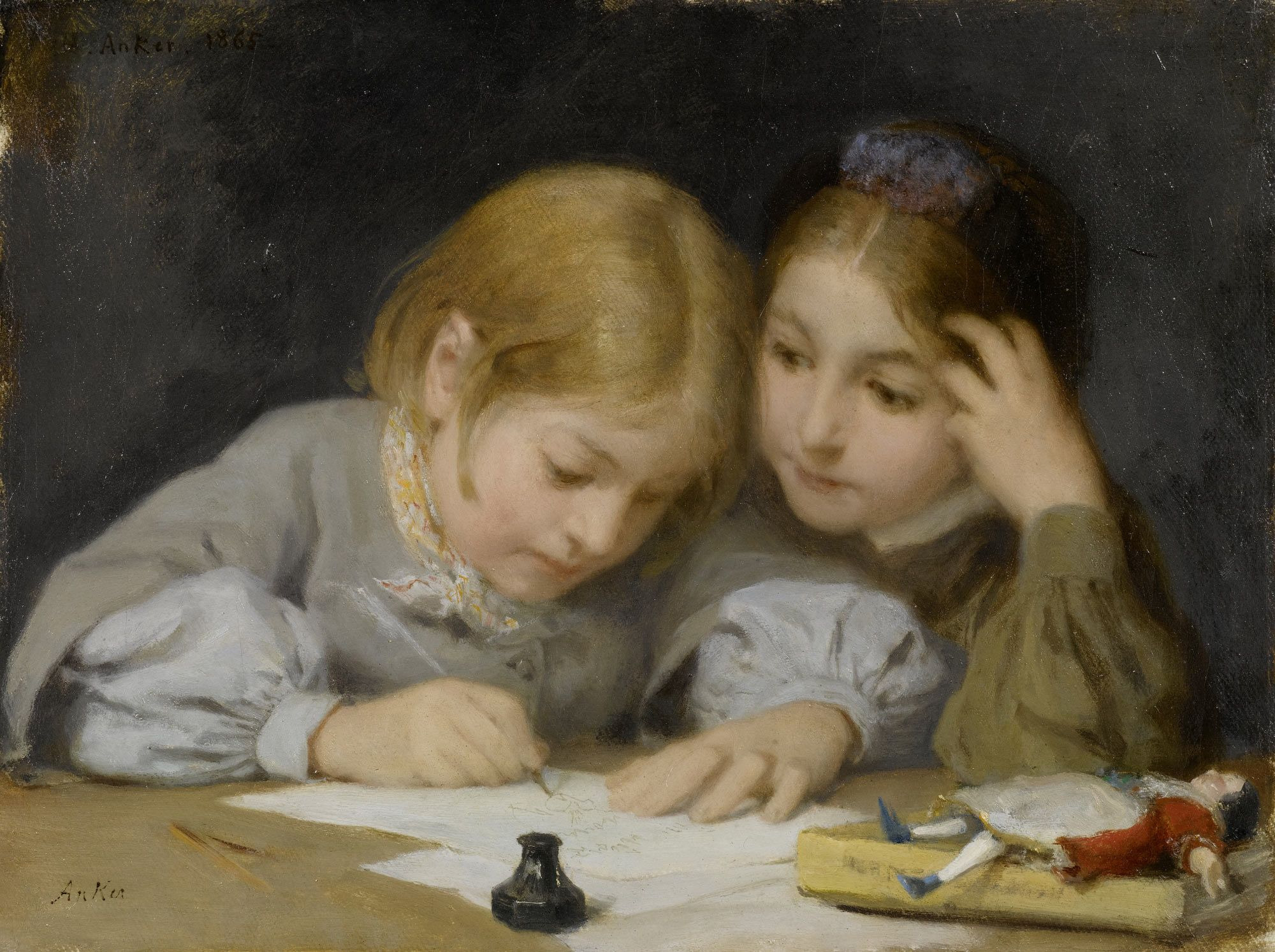
Уроки письма (1865) — здобула золоту медаль Паризького салону

Анкер переїхав до Парижа, де у 1855—1860 роках навчався у Паризькій національній вищій школі образотворчих мистецтв (фр. École nationale supérieure des beaux-arts). Також навчався у Чарльза Глейра. У 1859—1885 р.р. виставляв свої роботи на Паризьких салонах.
Після смерті батька в 1860 році успадкував його будинок в Інсі, де спочатку проводив лише літні місяці, потім повертаючись до Парижа.
Анкер одружився з Анною Рюфлі в 1864 році, і у них було шестеро дітей. У 1866—1882 роках заробляв на життя, працюючи художником-декоратором з кераміки. У 1866 був нагороджений золотою медаллю на Паризькому салоні за роботи Спляча дівчина у лісі (1865) та Уроки письма (1865) .
Був членом Великої ради кантону Берна (1870—1874). Ініціатор створення міського музею. Організатор швейцарської експозиції на Всесвітній виставці 1878 року у Парижі.
У 1900 році університет Берна присвоїв йому звання доктора honoris causa. Офіцер ордена Почесного легіону .

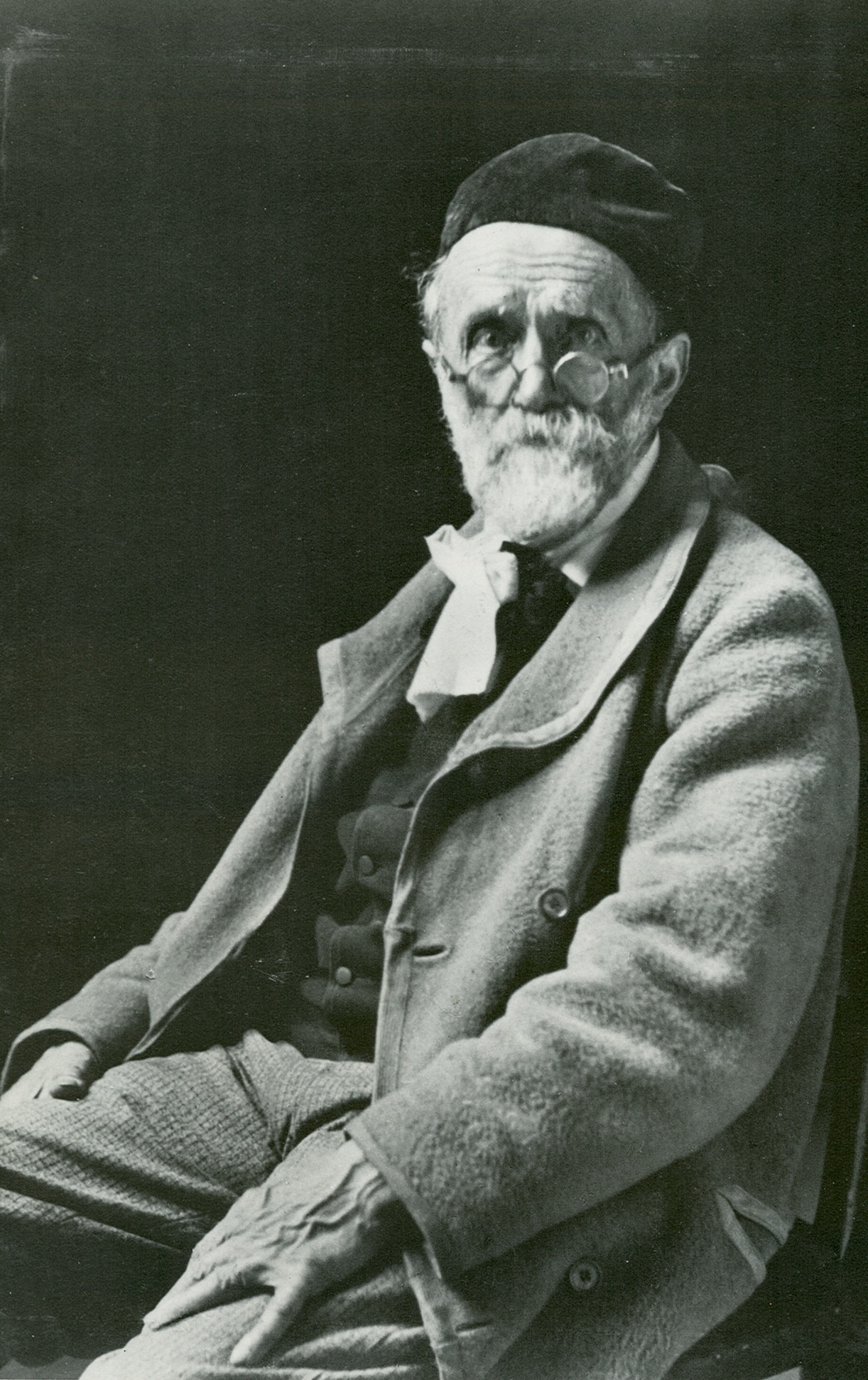
Альберт Анкер в 1901 році

У 1901 році в результаті інсульту у художника паралізувало праву руку. З того часу Анкер займався лише акварельними малюнками. У 1910 році в Музеї мистецтва та історії в Невшателі відбулася перша експозиція, присвячена Альберту Анкеру .
Анкер — автор великої кількості жанрових полотен, присвячених життю швейцарців, портретів. На багатьох з них зображував дітей, у тому числі шістьох власних.

## Галерея

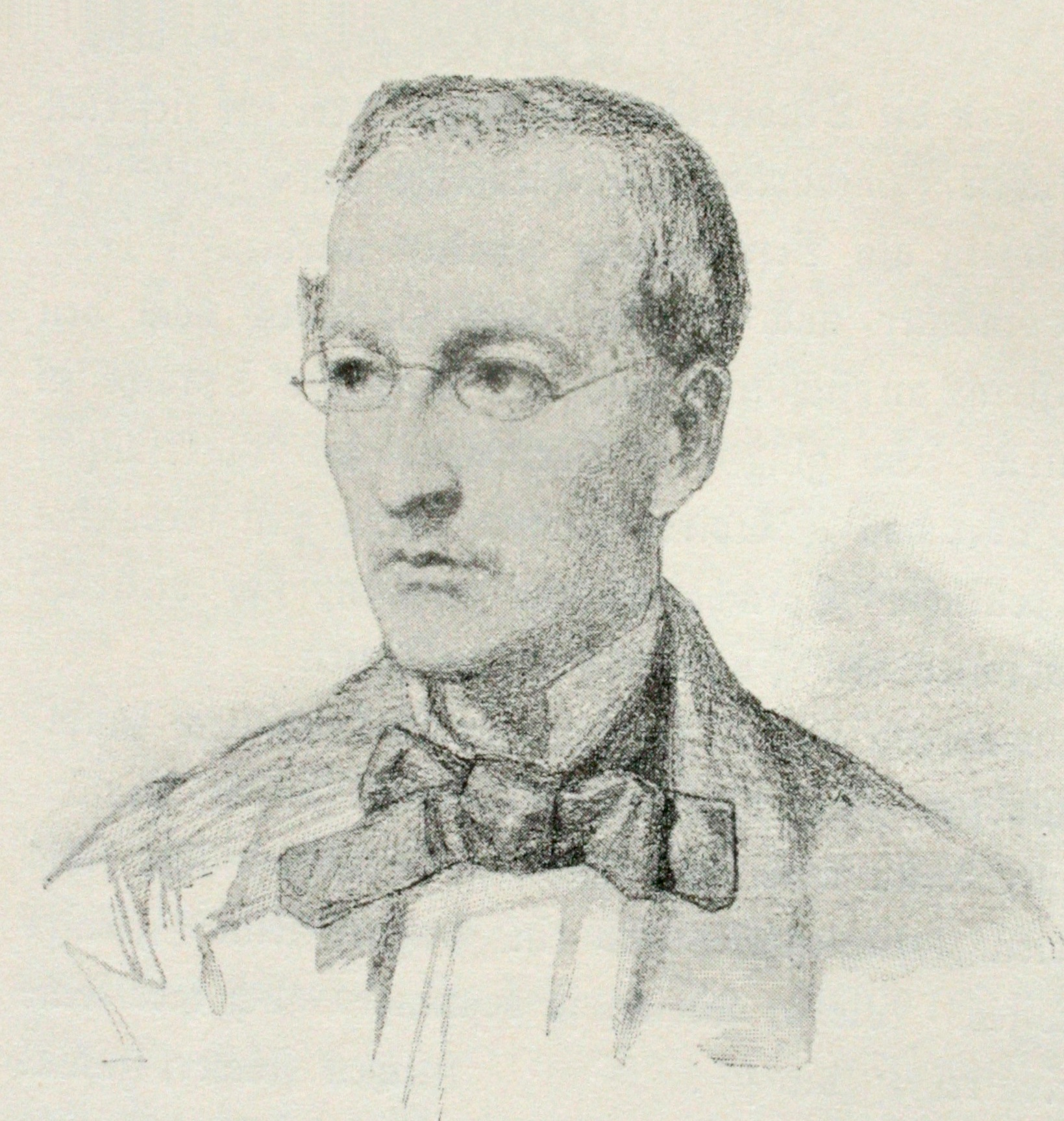
Мельхіор Ромер, 1853
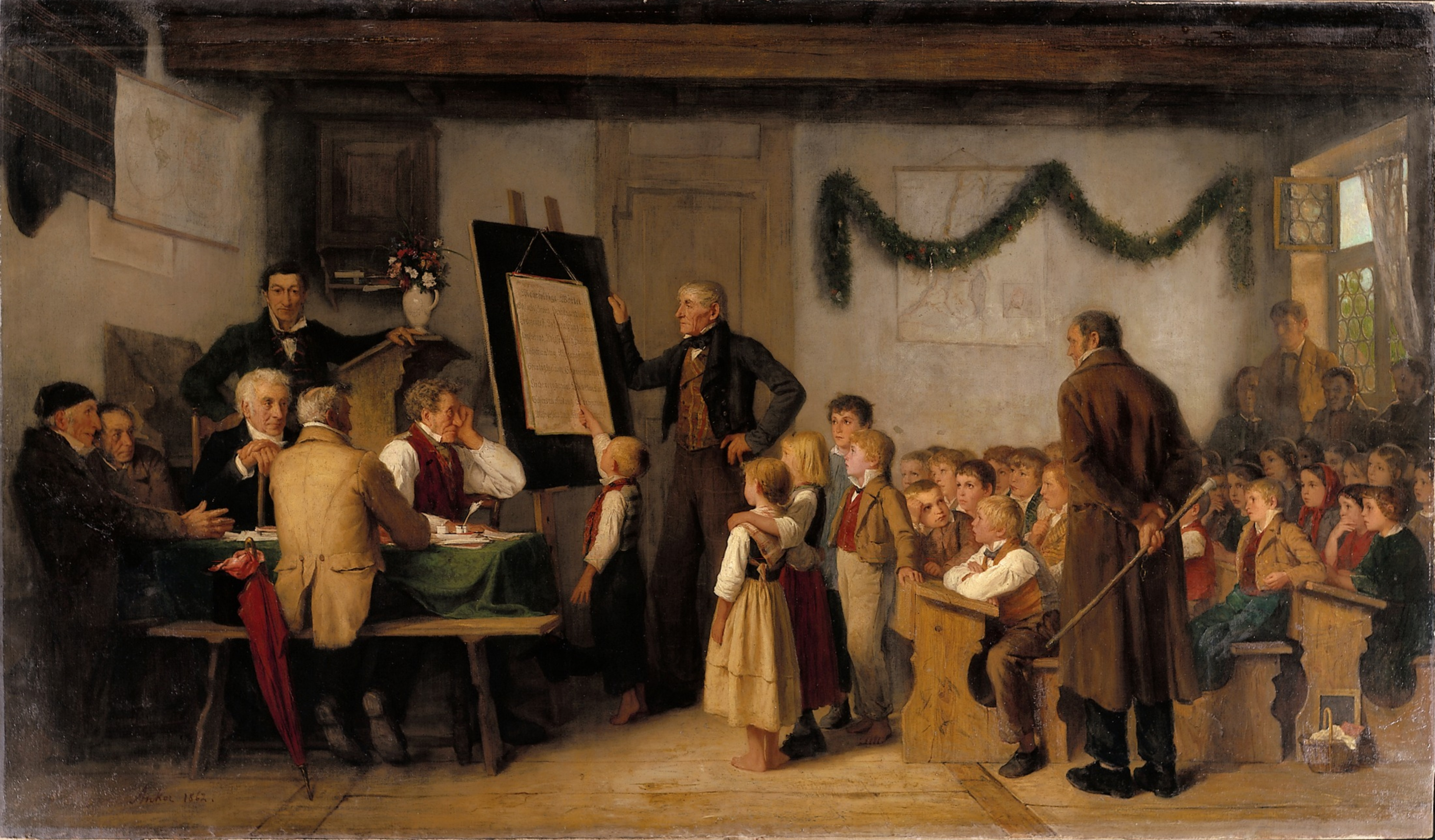
Шкільний іспит, 1862
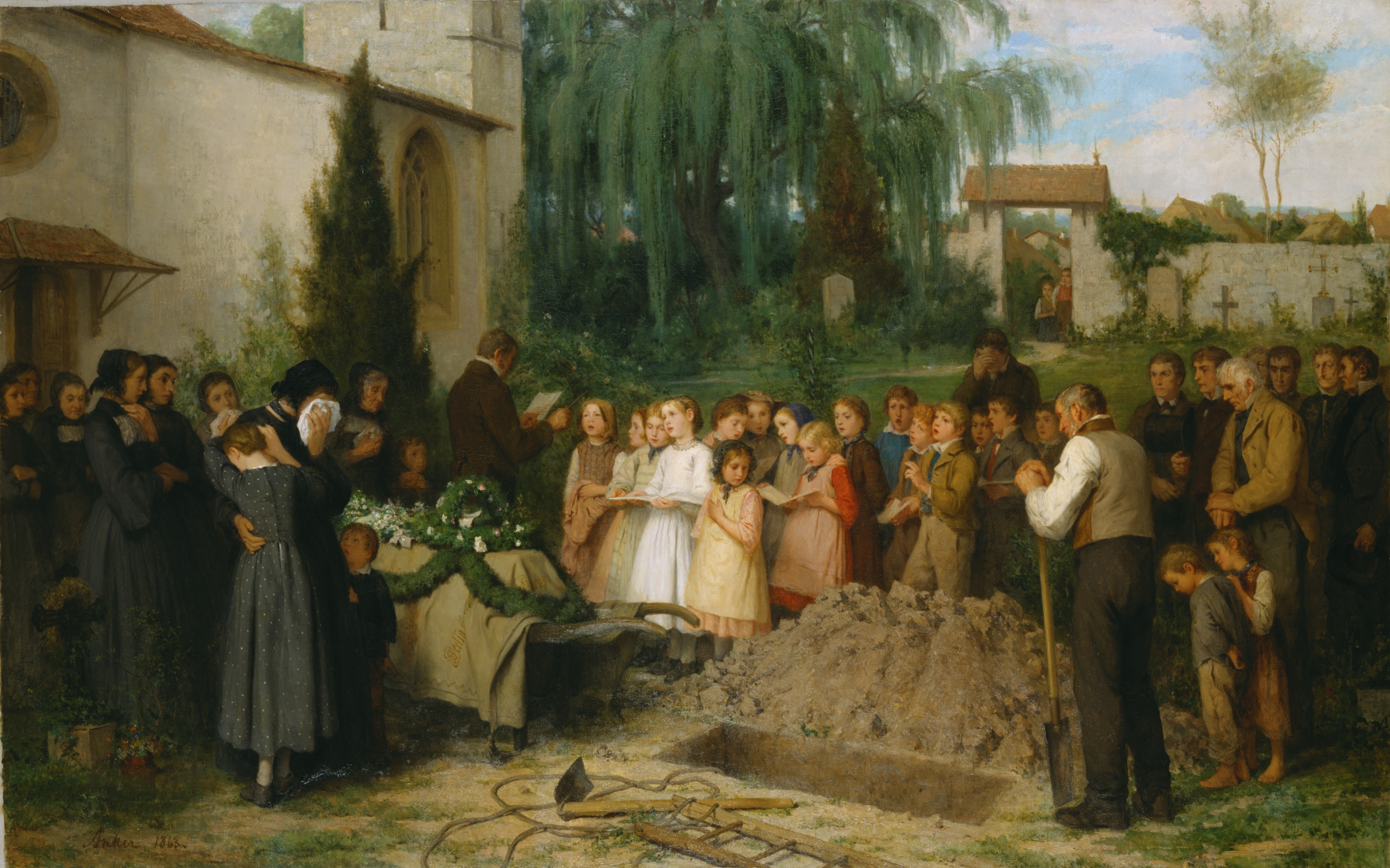
Похорон дитини, 1863
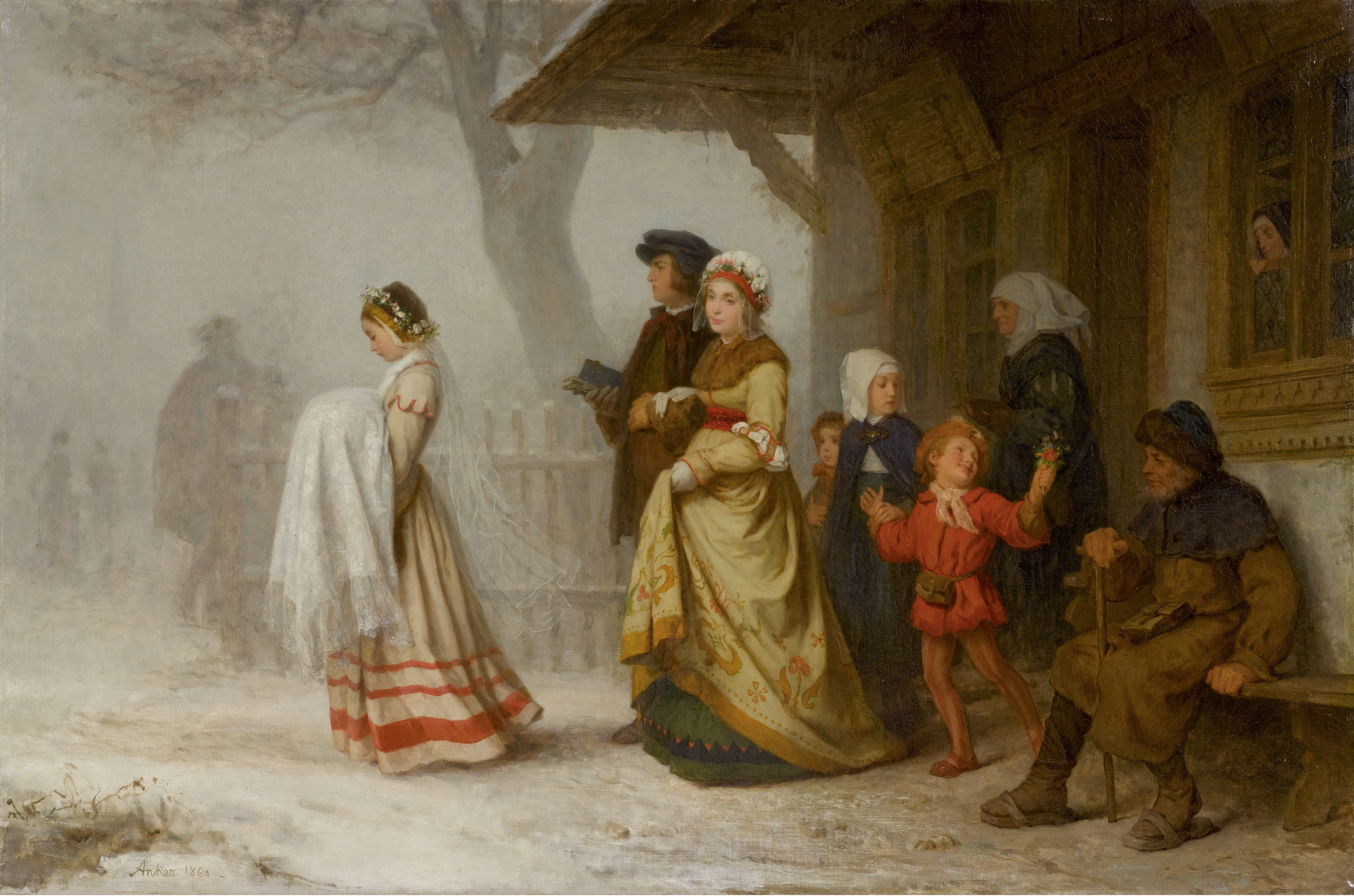
Хрещення, 1864
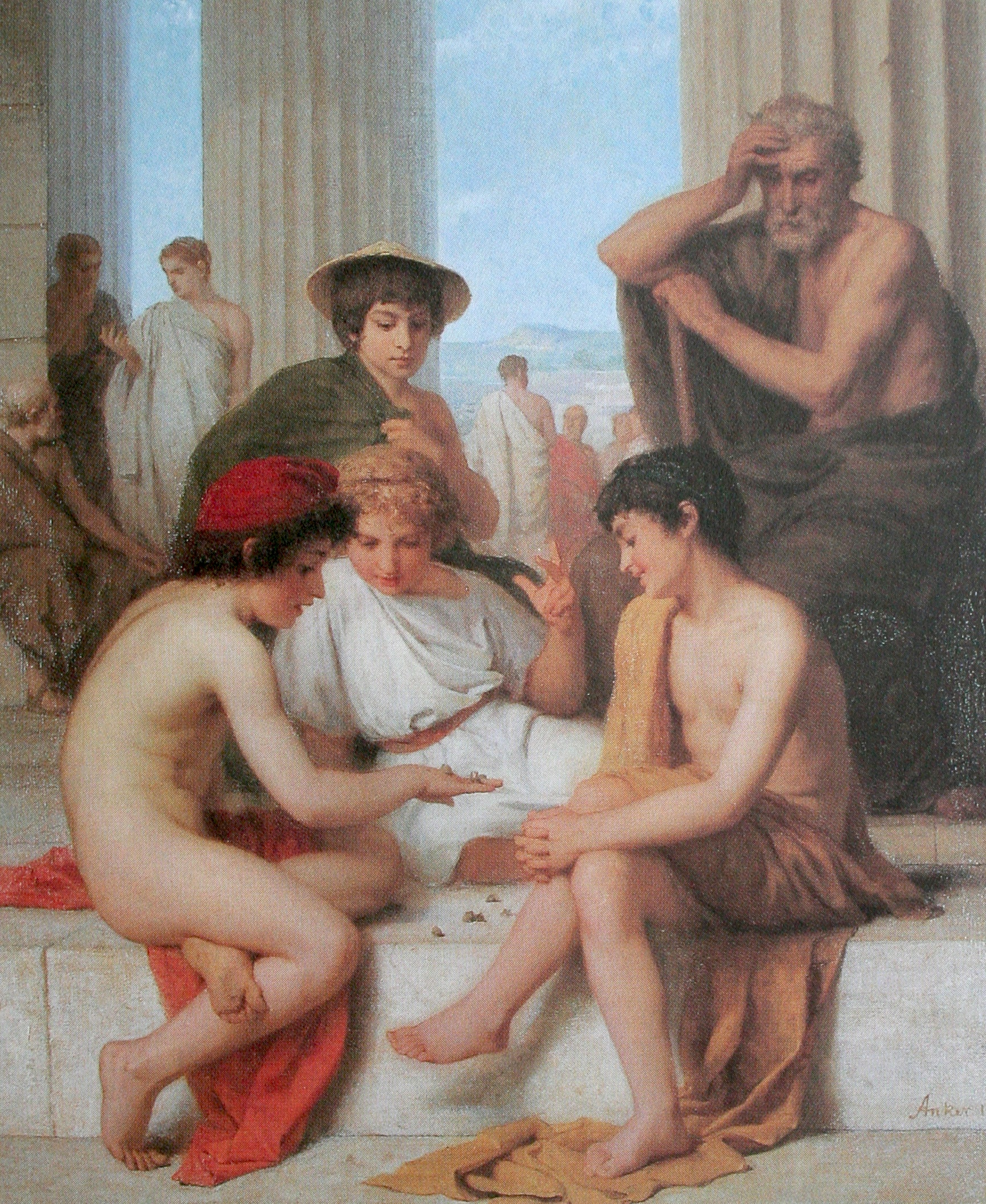
Гравці в кулачки, 1864
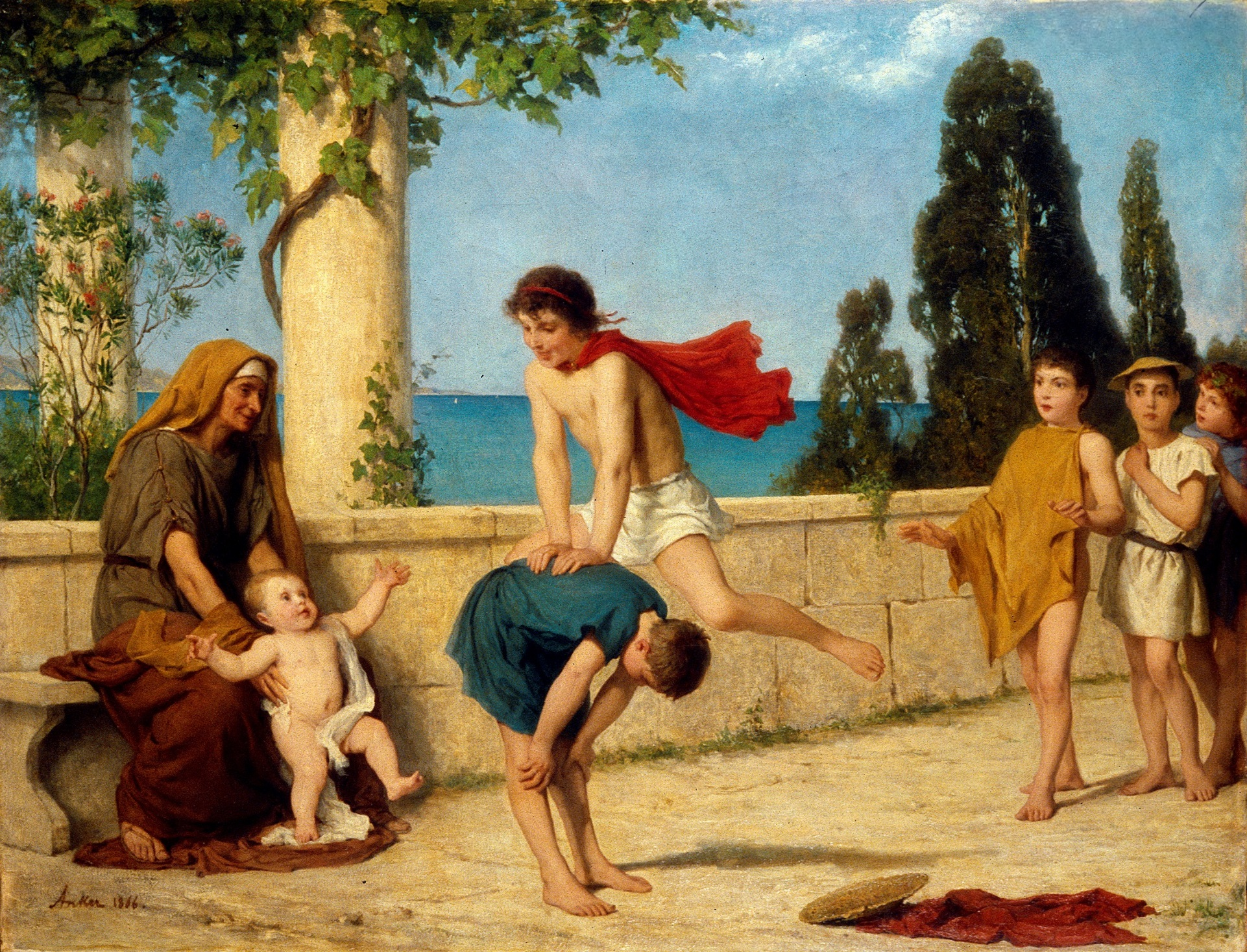
Böckligumpen, 1866
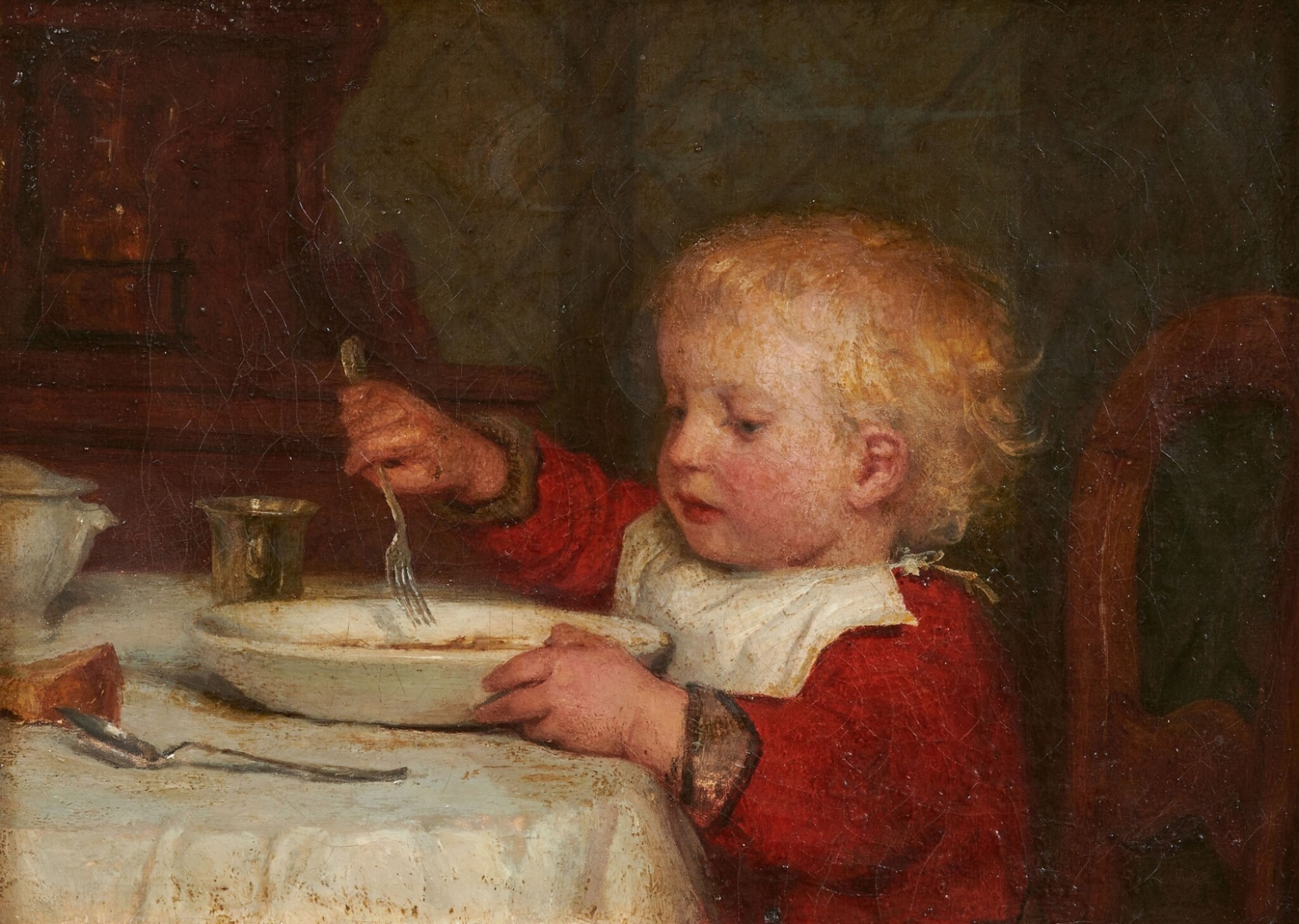
Хлопчик за столом (Руді Анкер), 1869
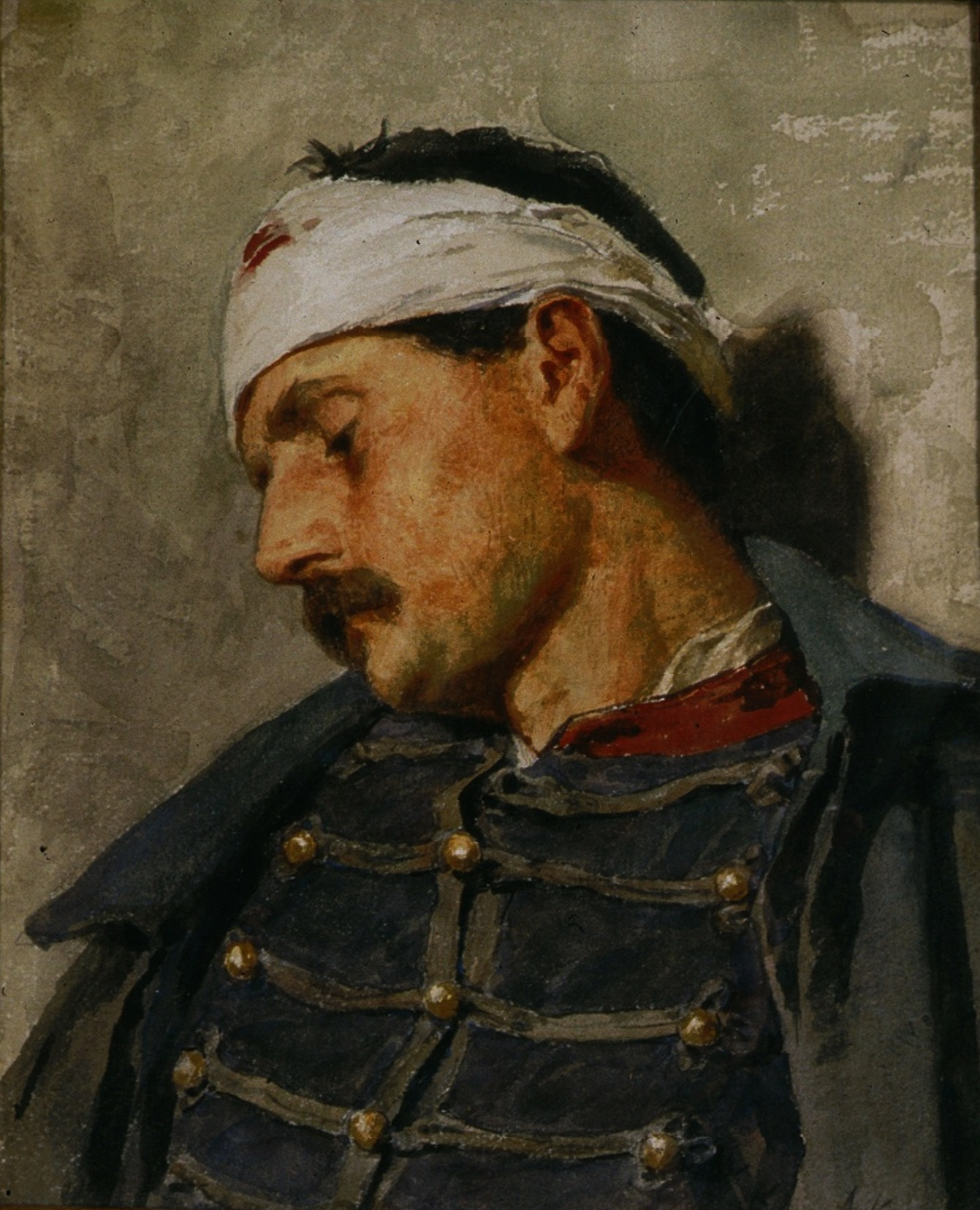
Поранений солдат, 1870-ті
Солдат 1830 року повертається додому, 1872
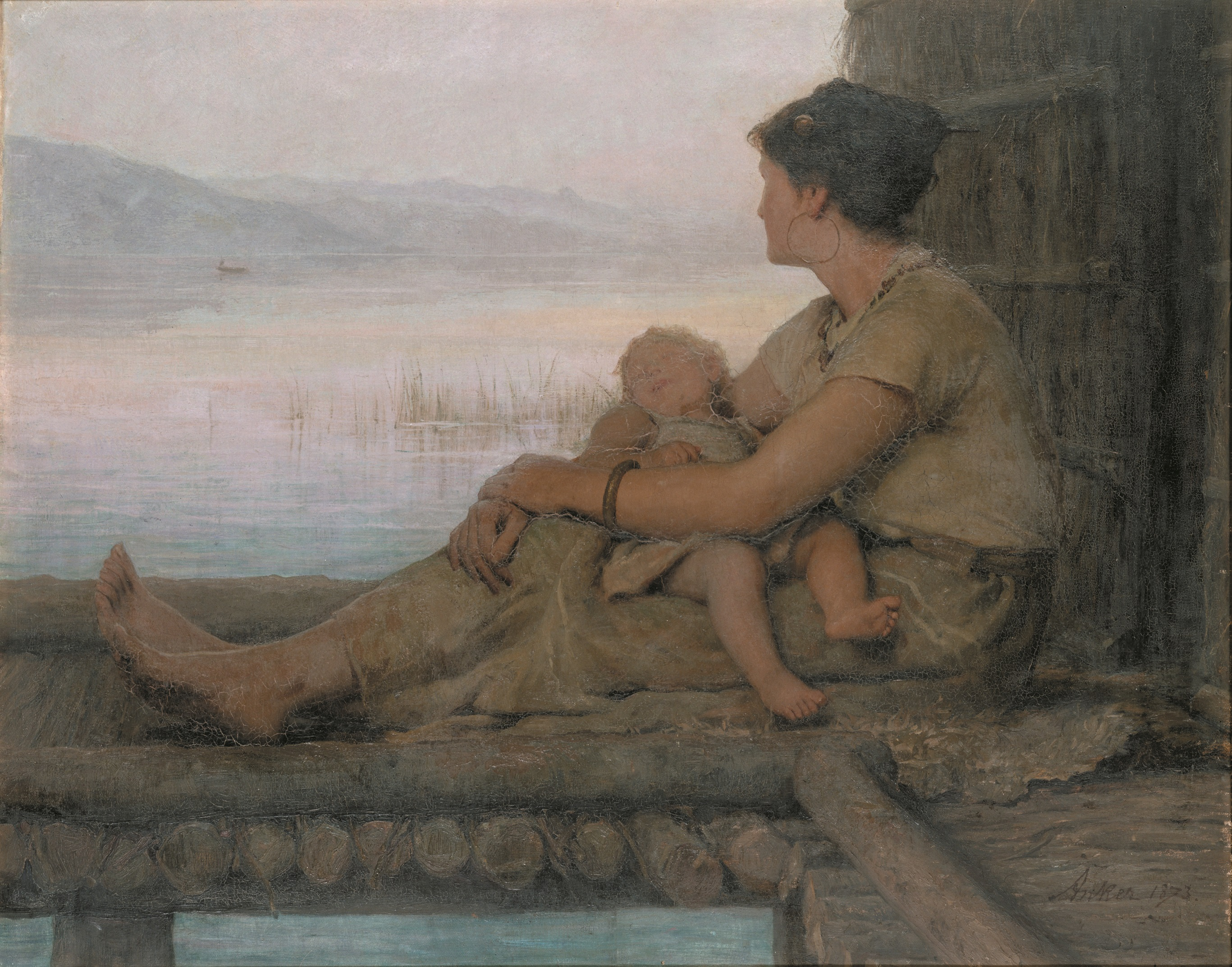
Озерна жінка, 1873
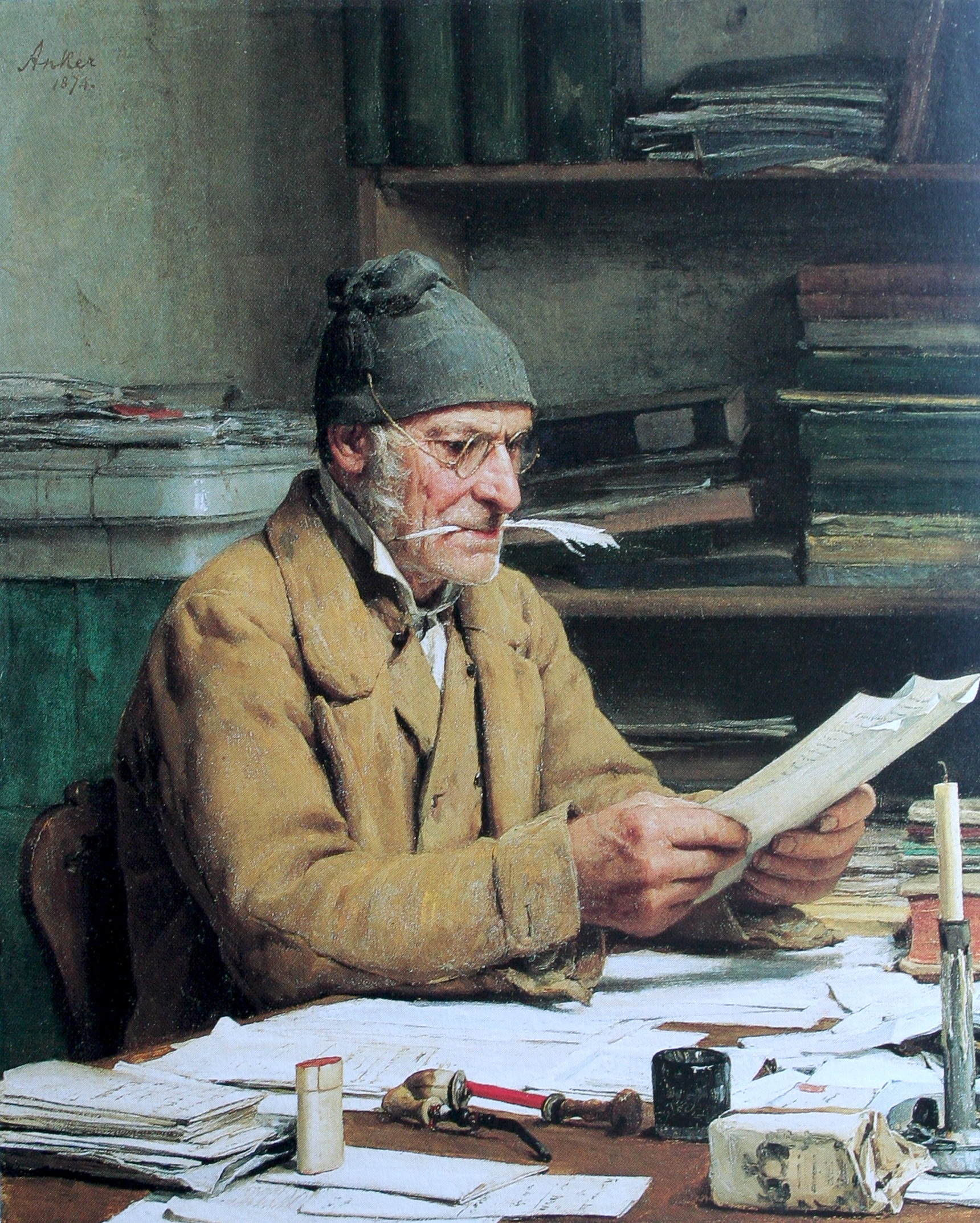
Сільський писар, 1874
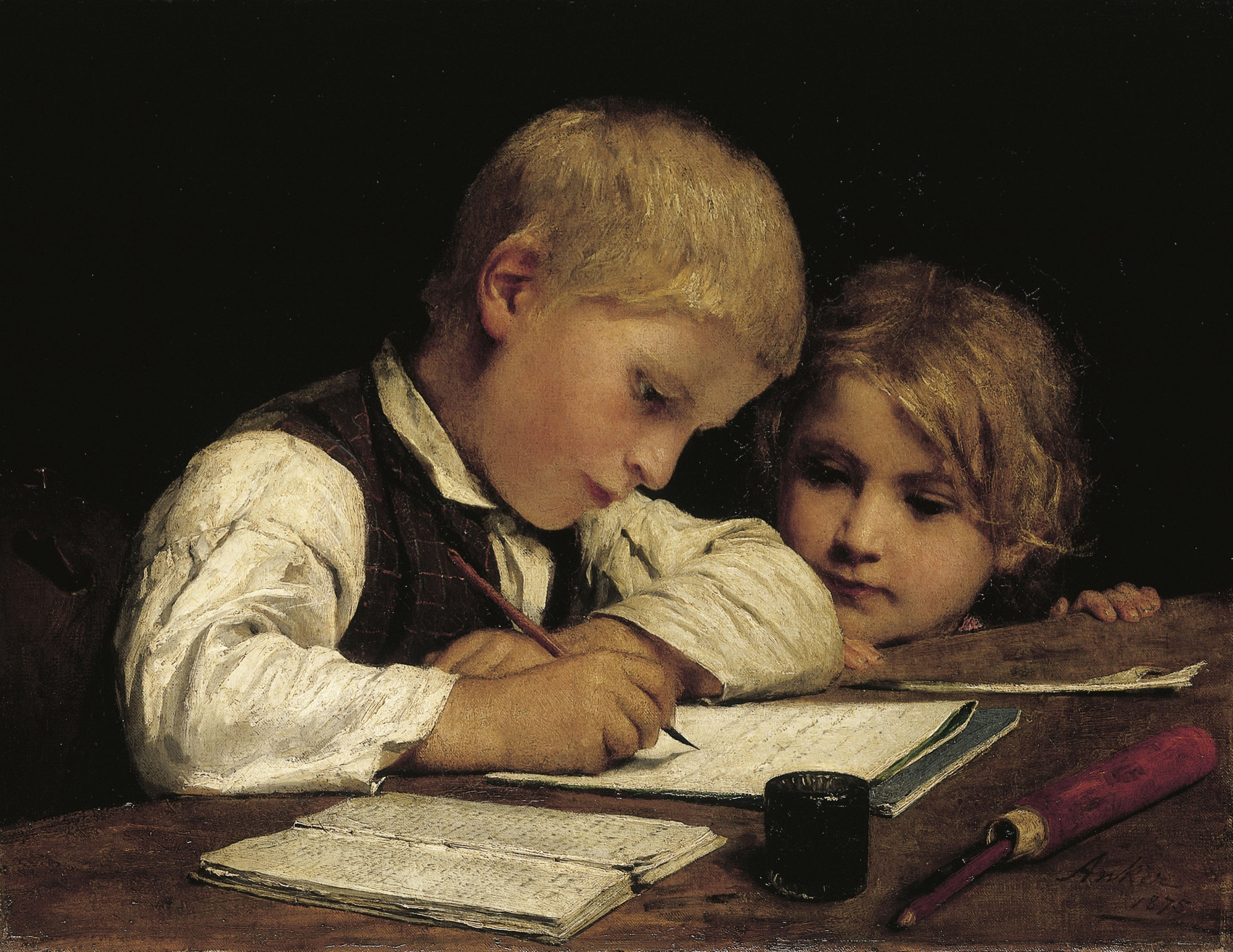
Пишучий хлопчик із маленькою сестрою, 1875
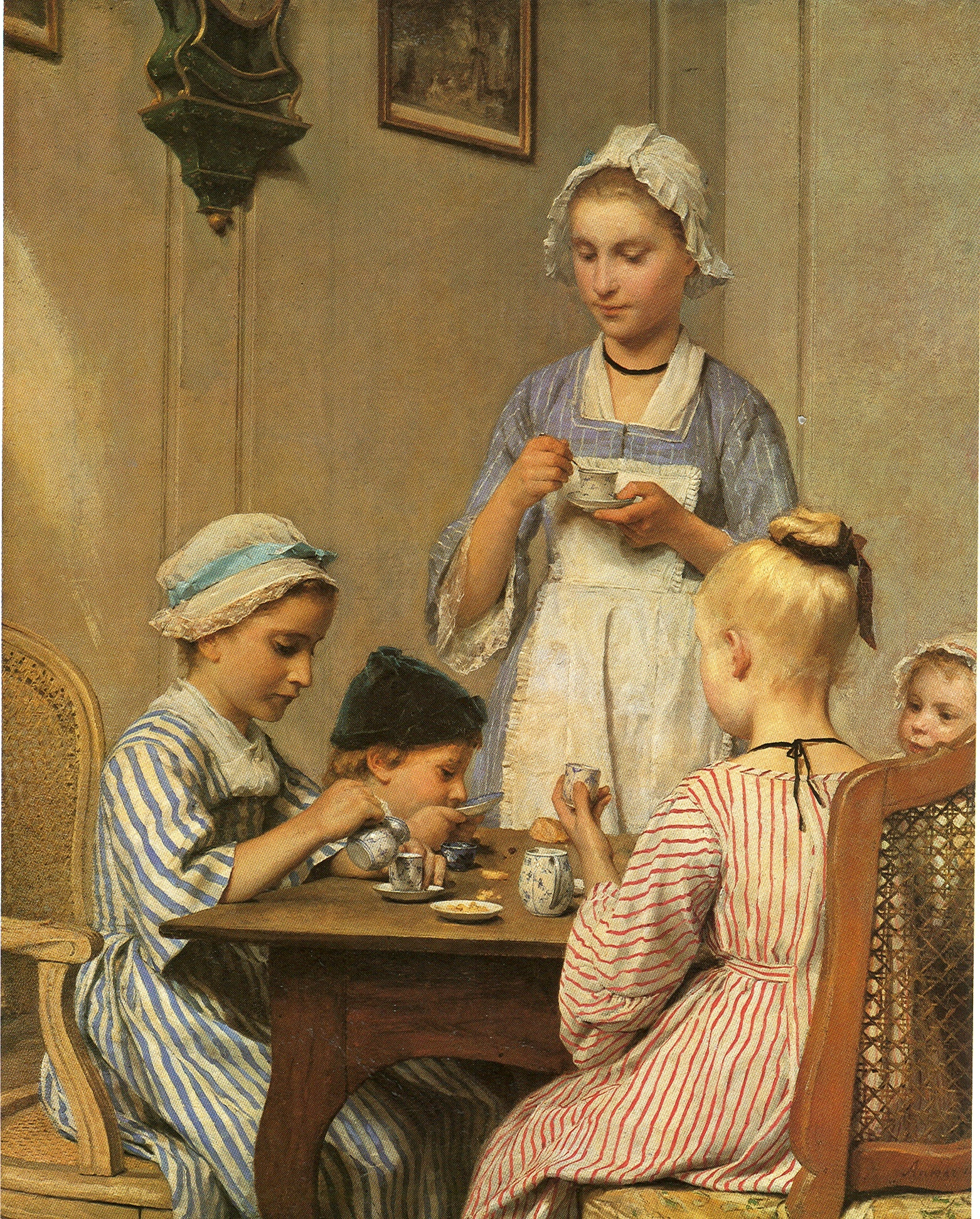
Діти за сніданком, 1879
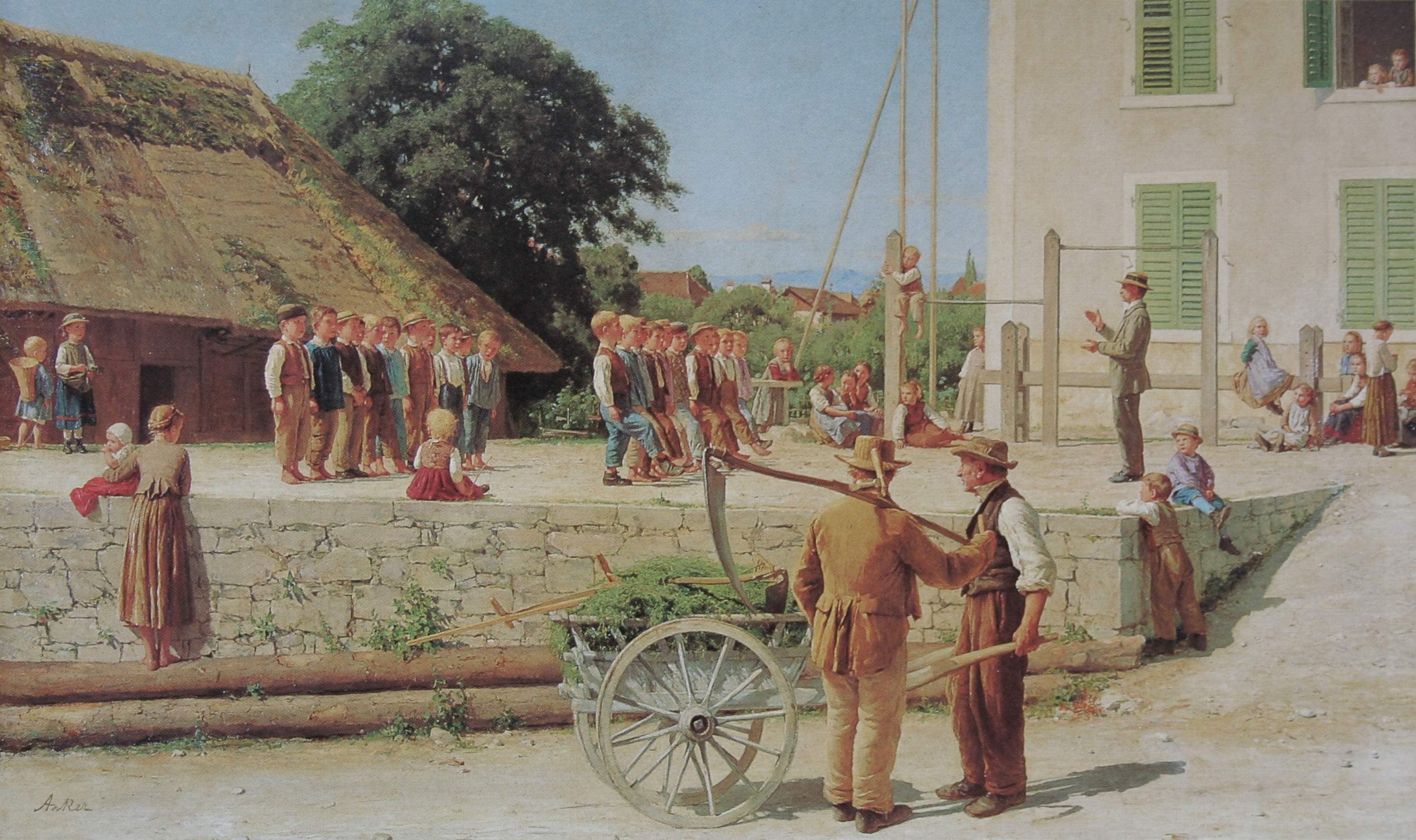
Урок гімнастики в Інсі, 1879
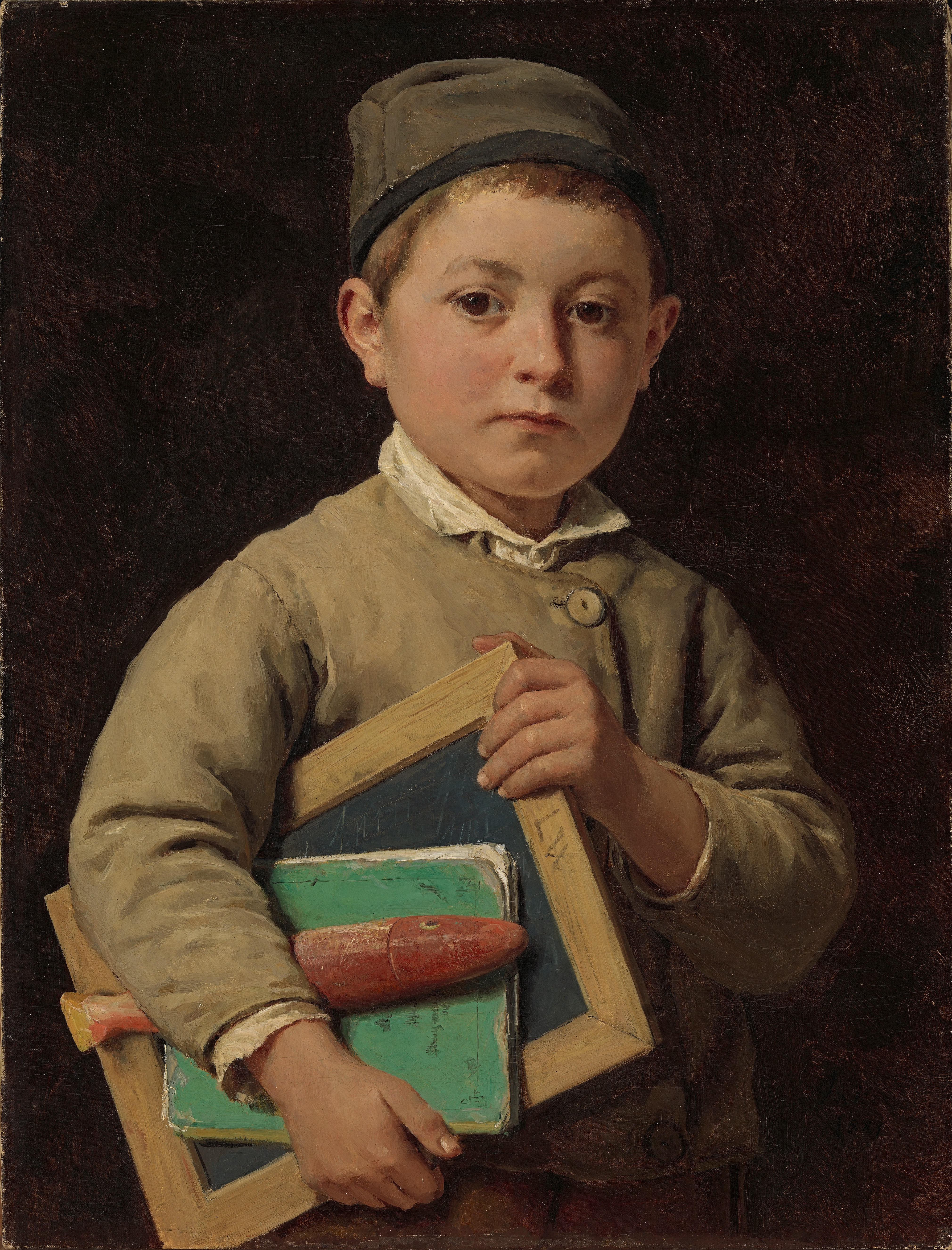
Школяр, 1881
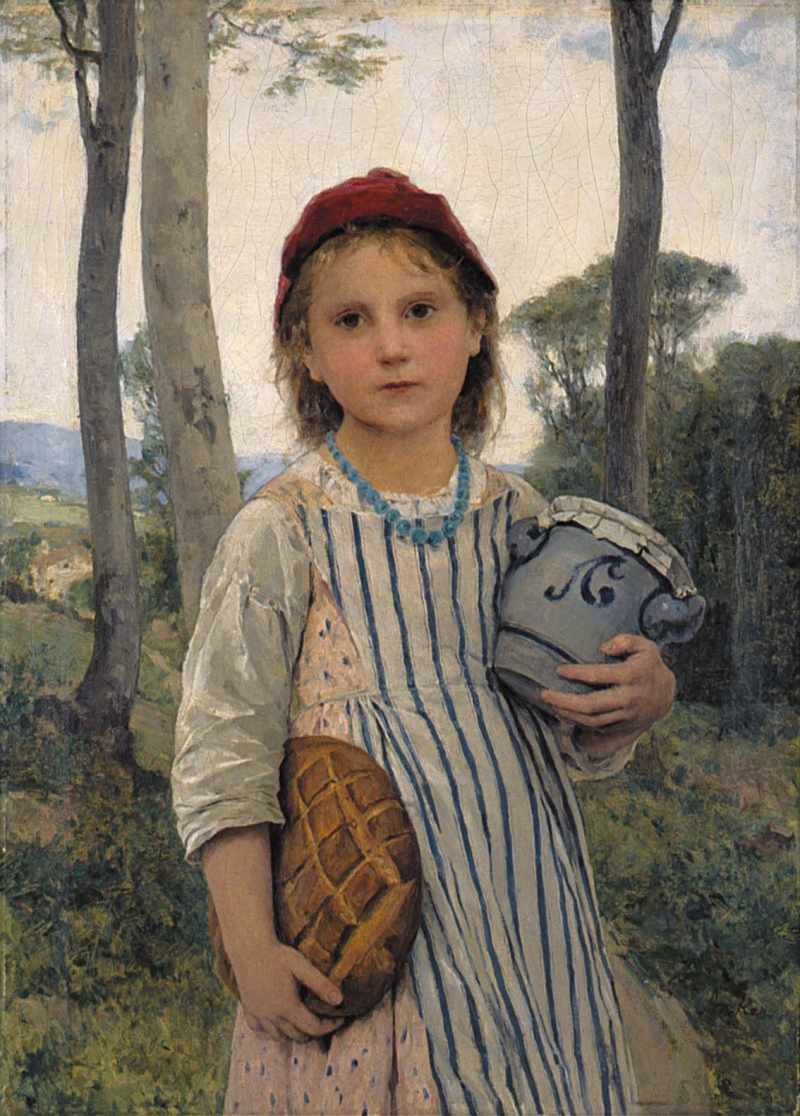
Червона шапочка, 1883
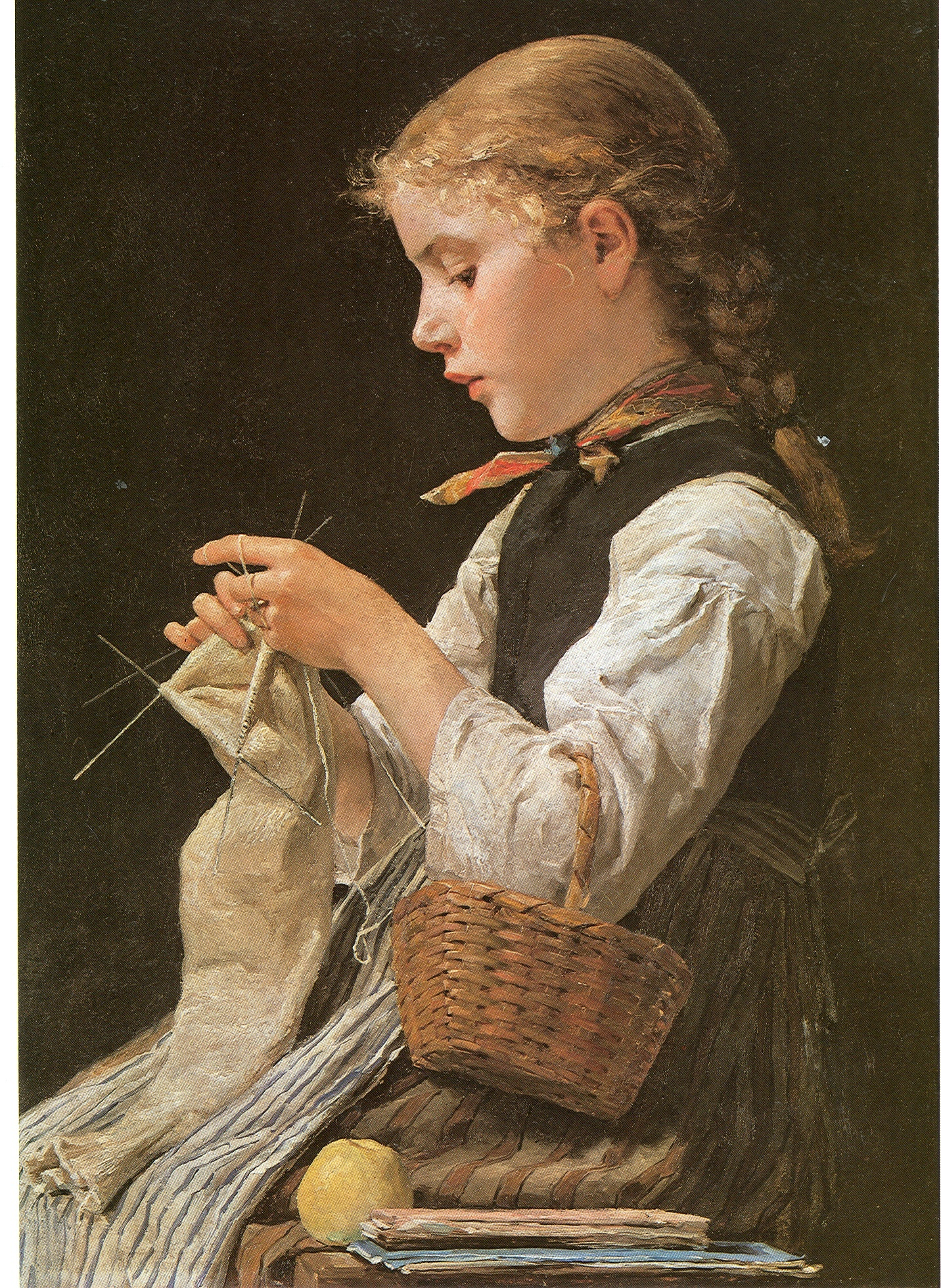
Дівчина зі спицями, 1884
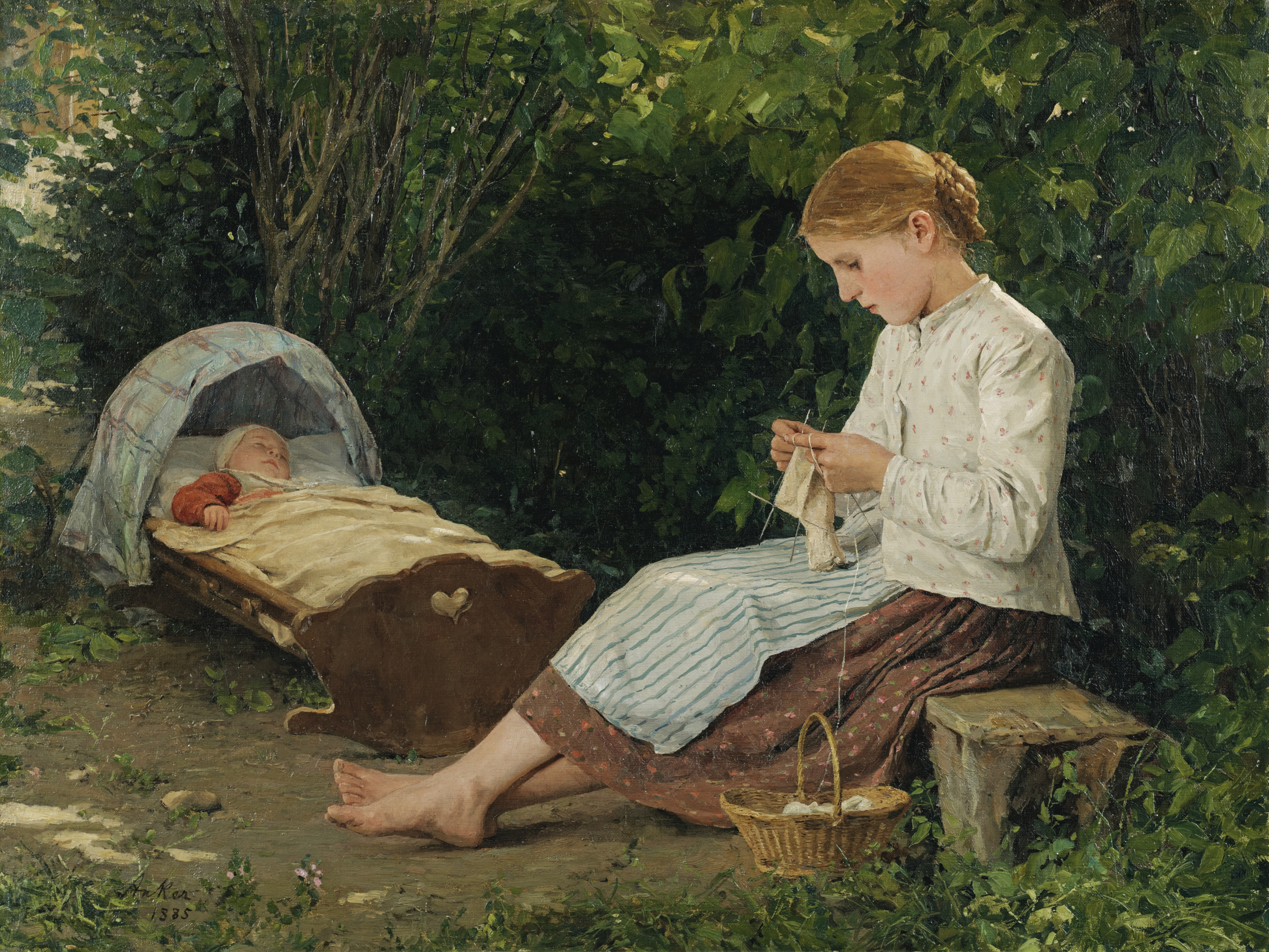
Дівчина за в'язанням із малюком в колисці, 1885
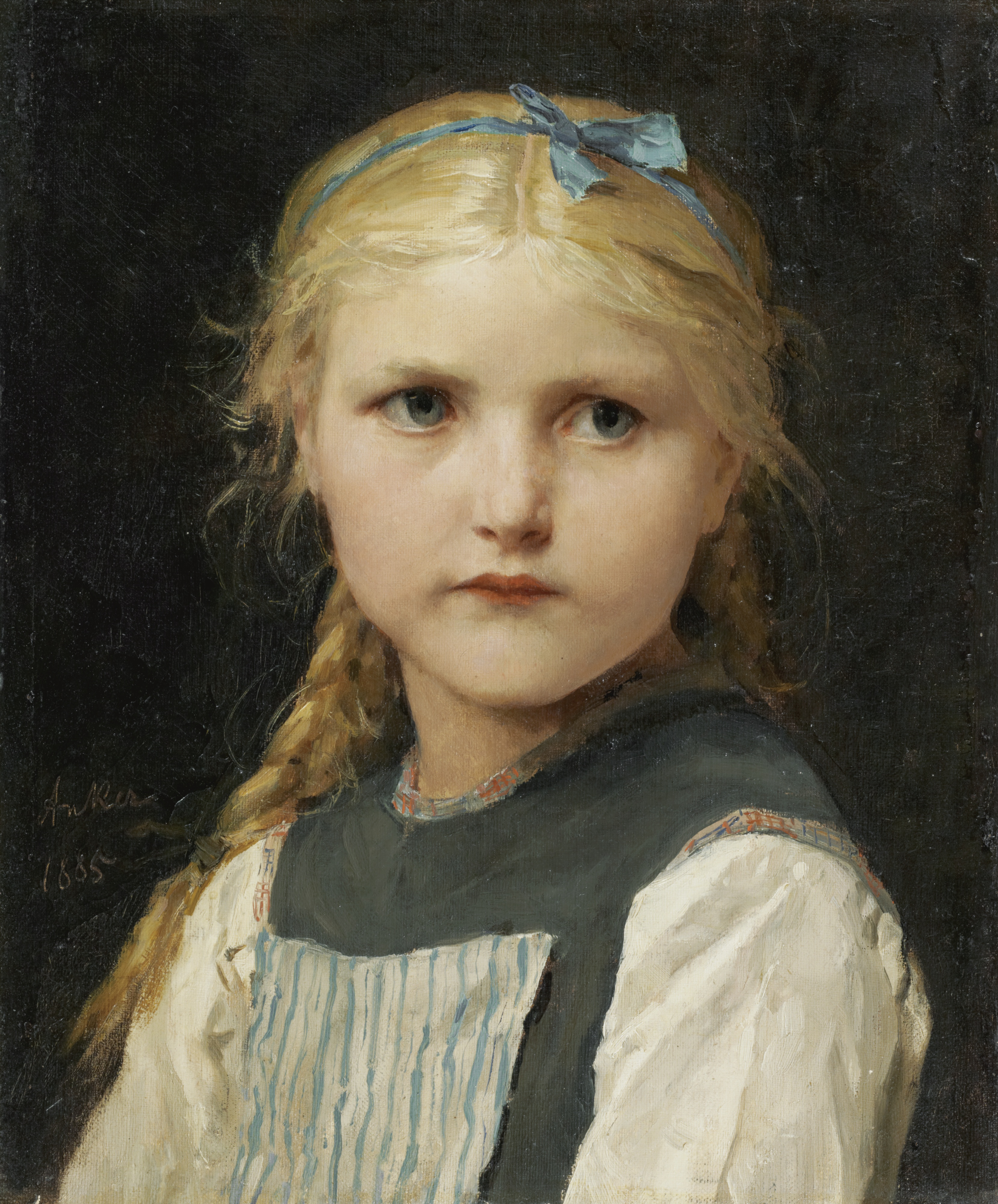
Портрет дівчини, 1885
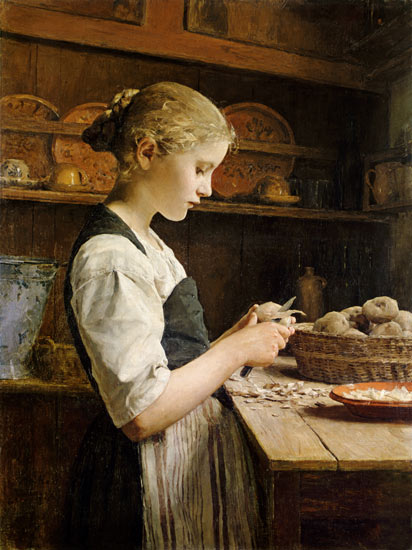
Чищення картоплі, 1886
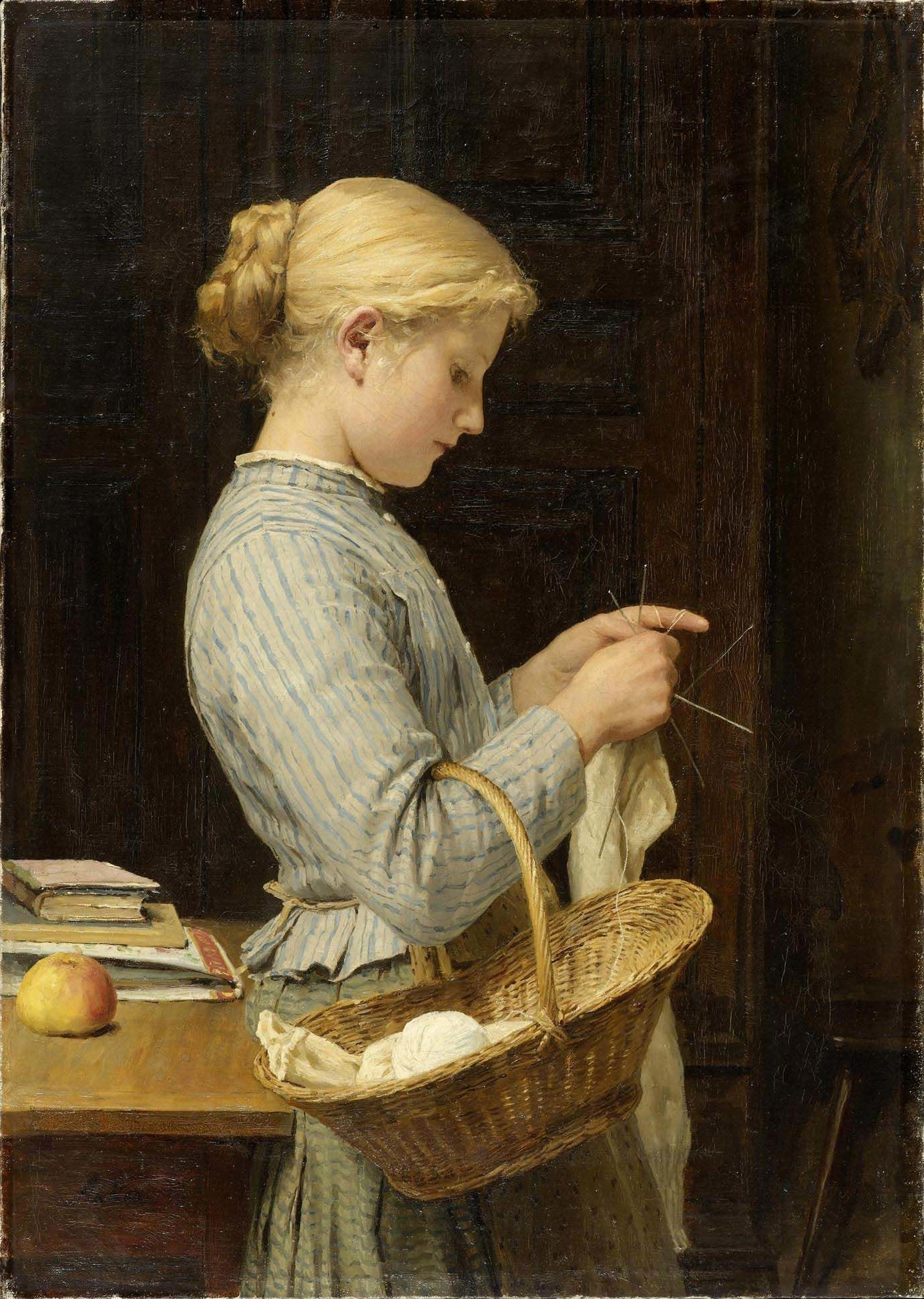
Дівчина зі спицями, 1888
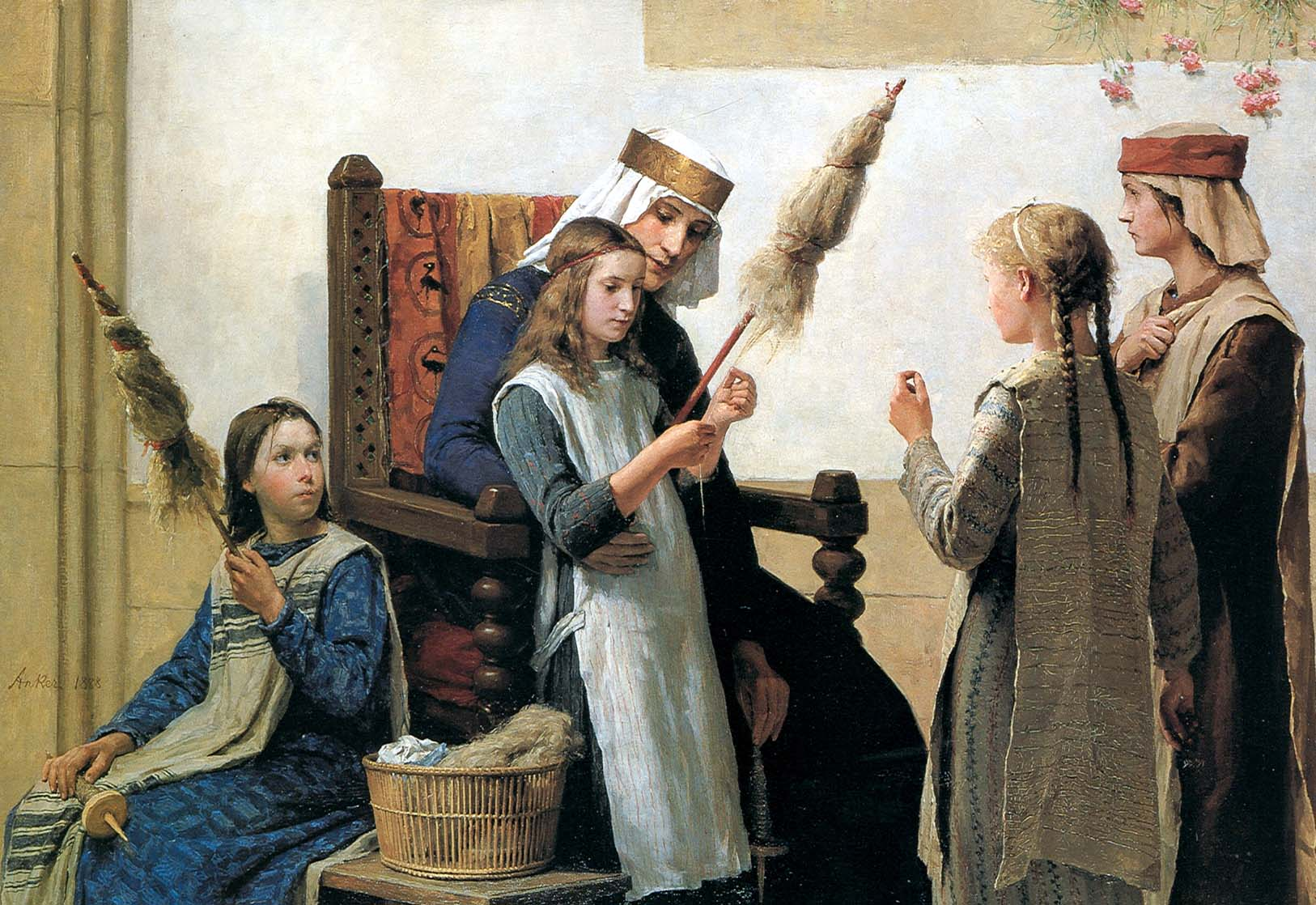
Королева Берта і прядильниці, 1888
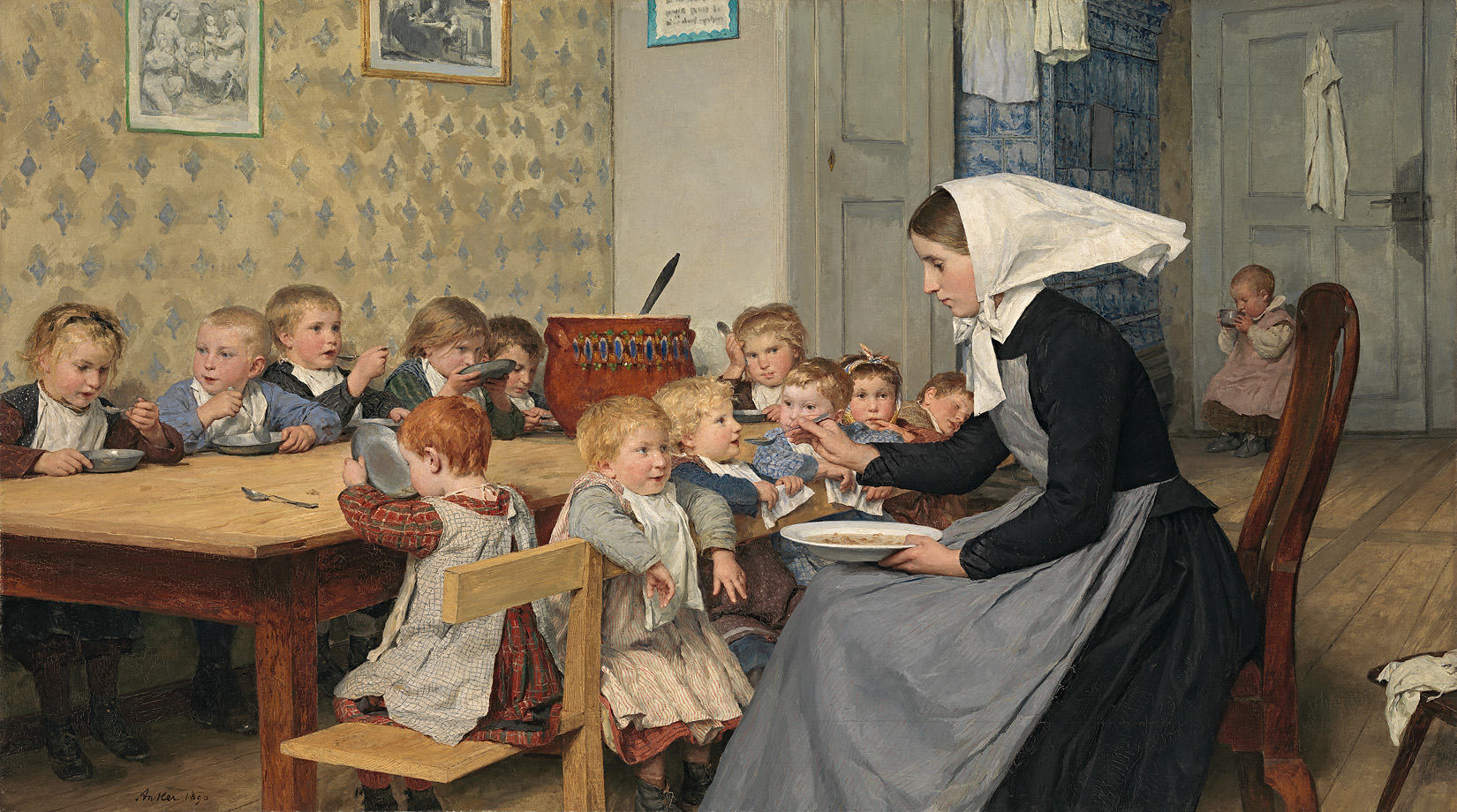
Дитячий садок, 1890
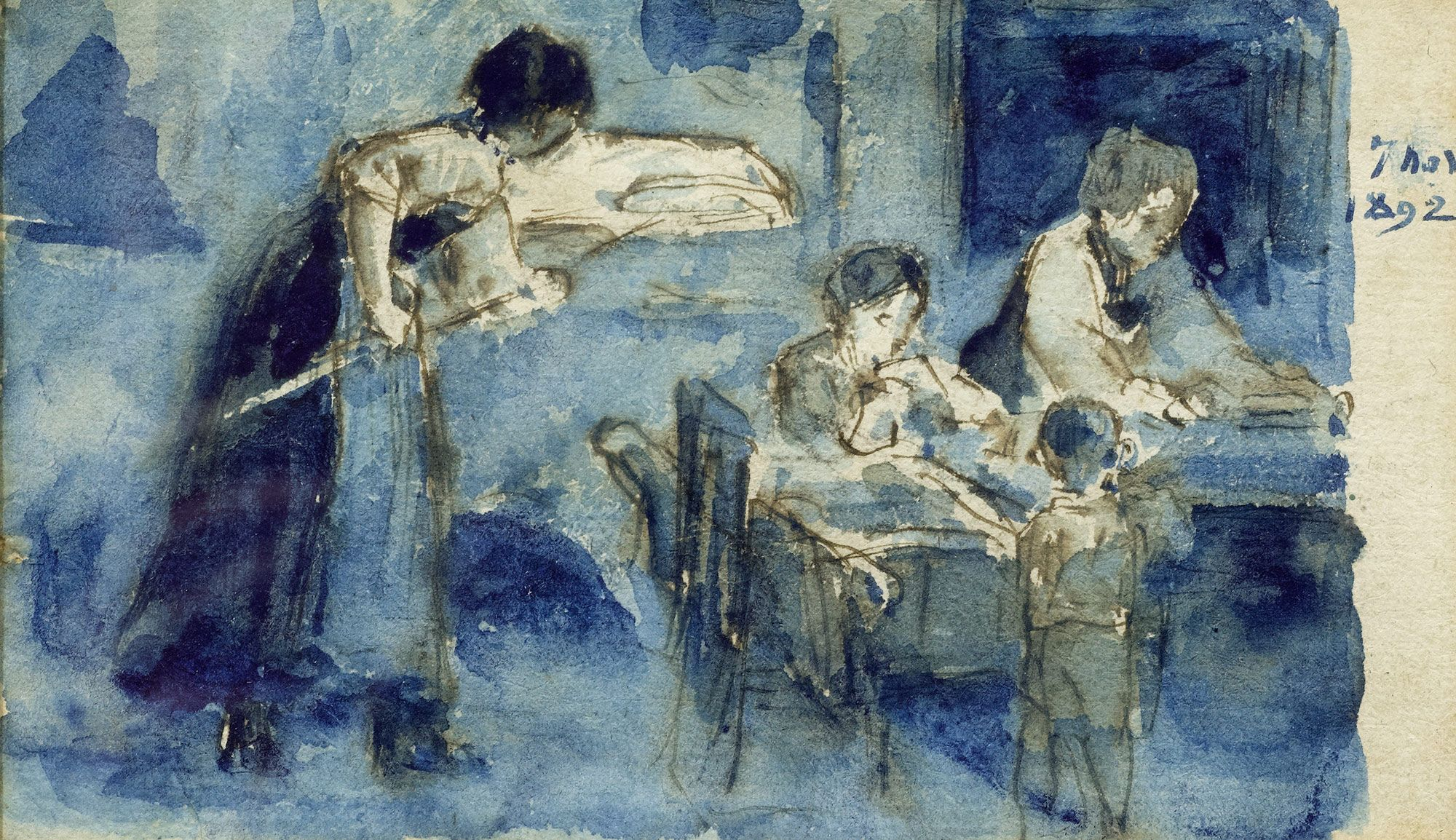
Кухонна сцена, 1892
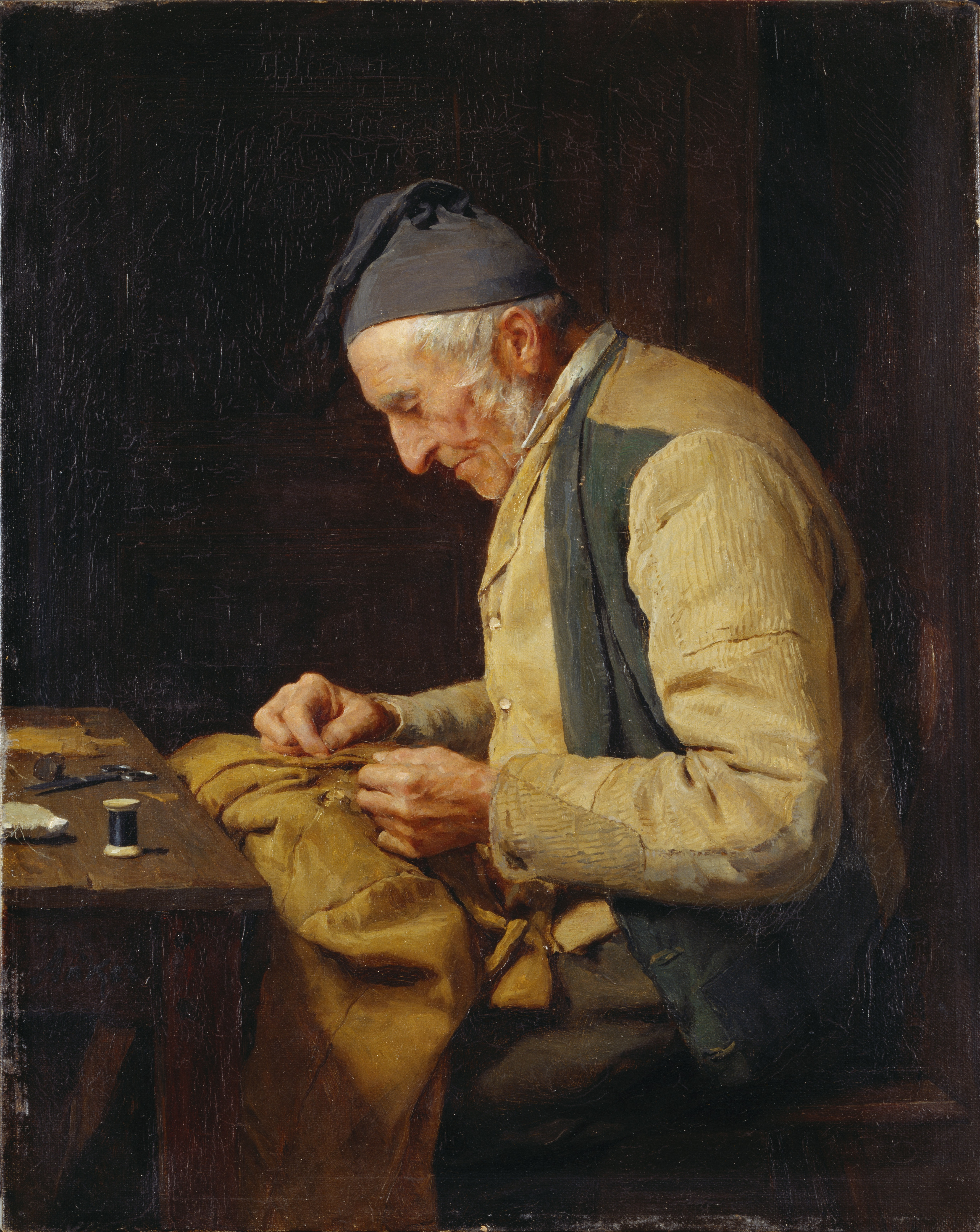
Сільський кравець, 1894
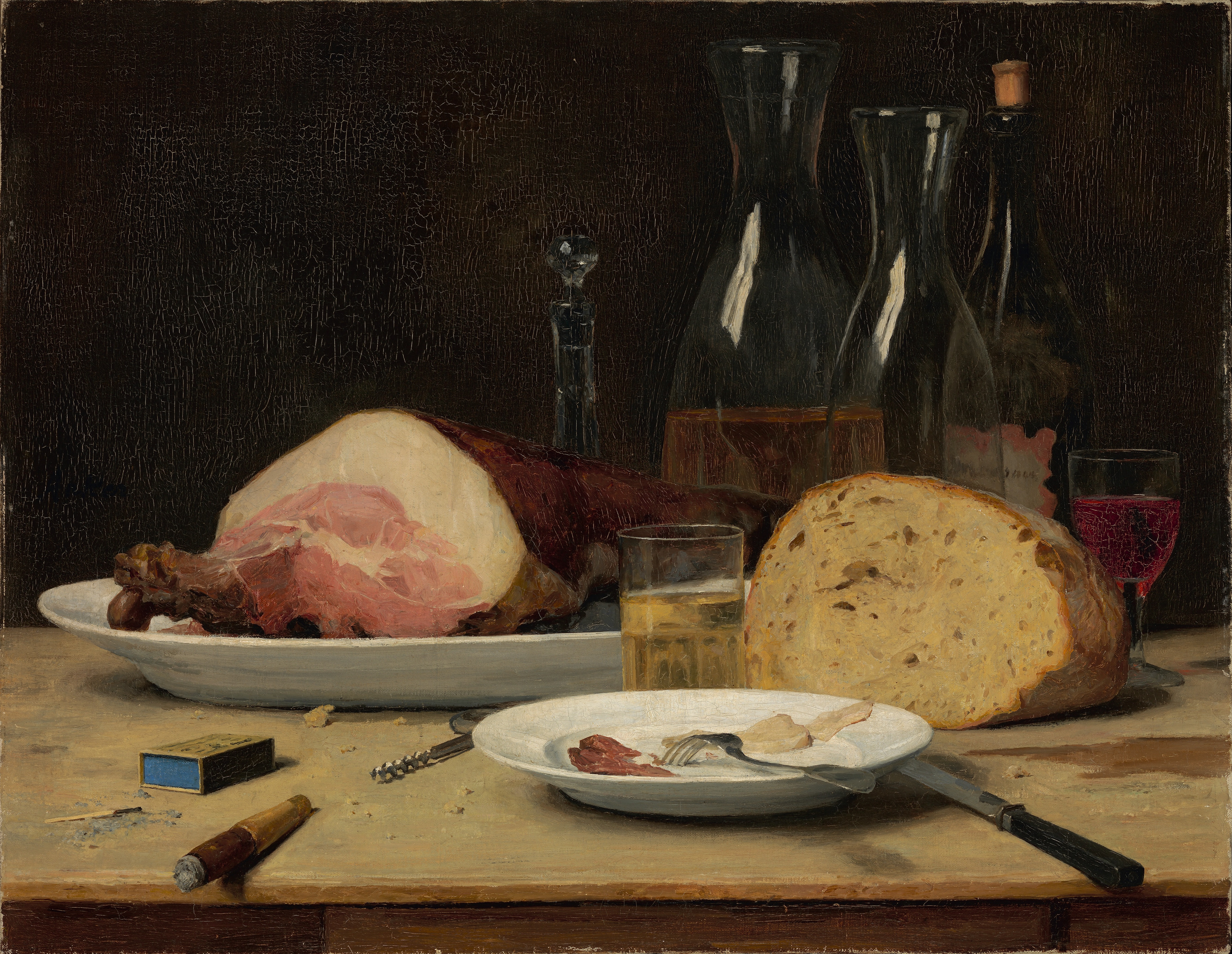
Натюрморт: залишки, 1896
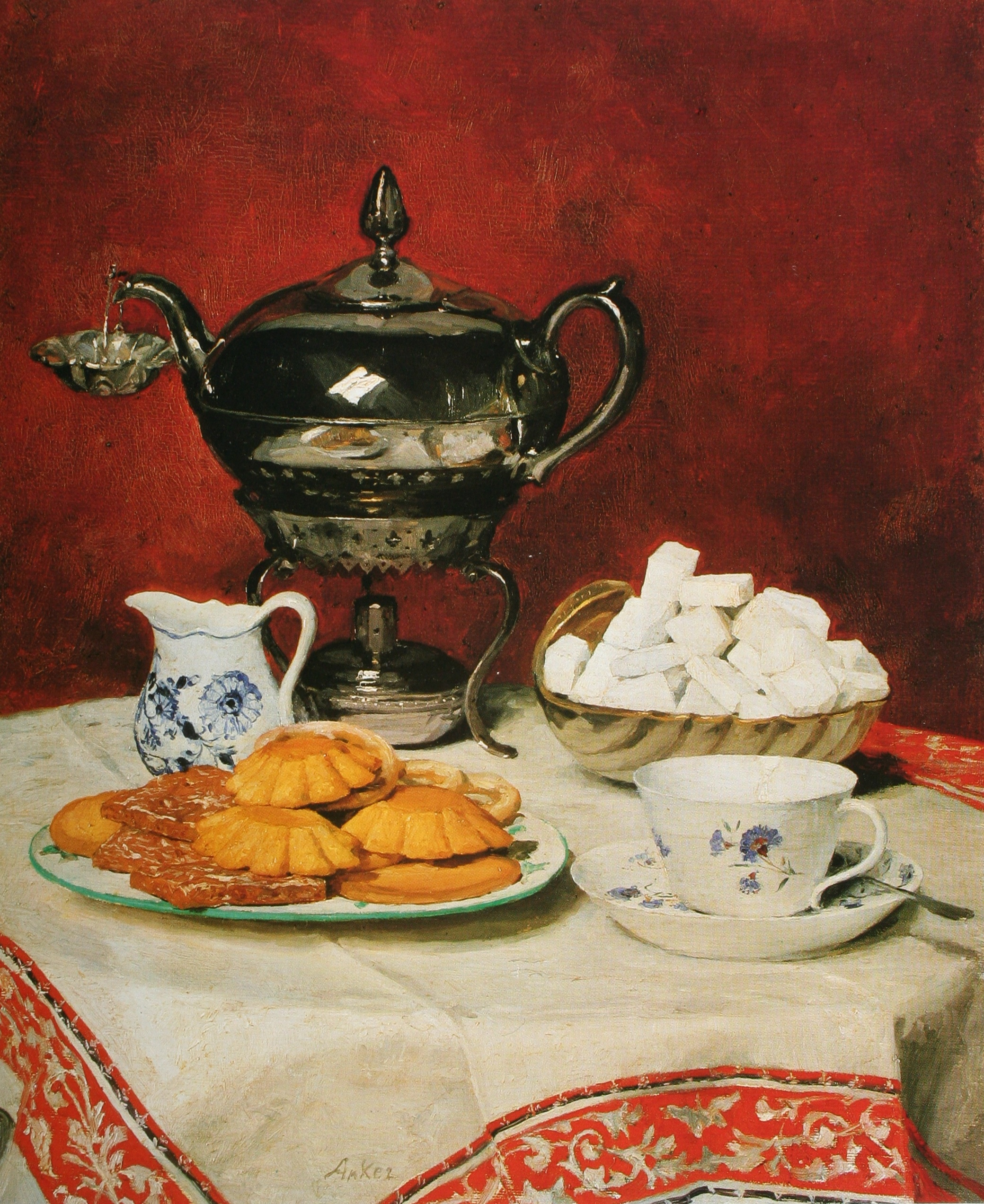
Натюрморт, 1896
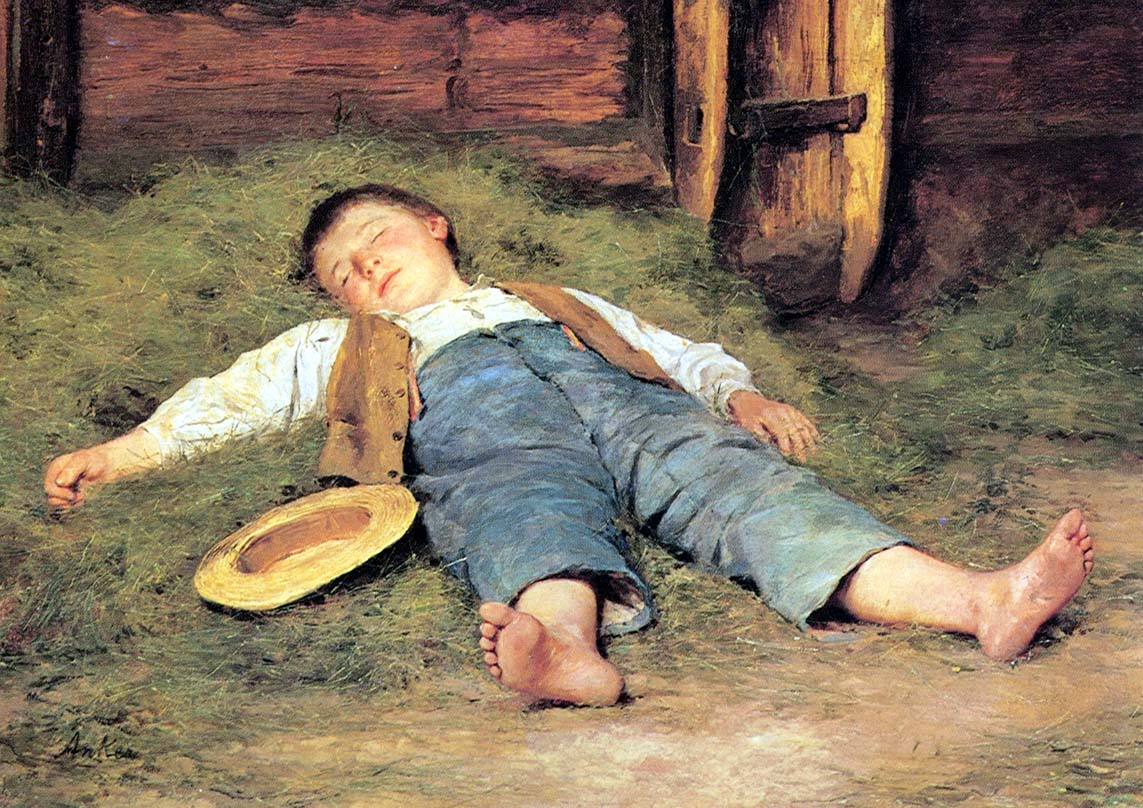
Хлопчик спить на сіні, 1897
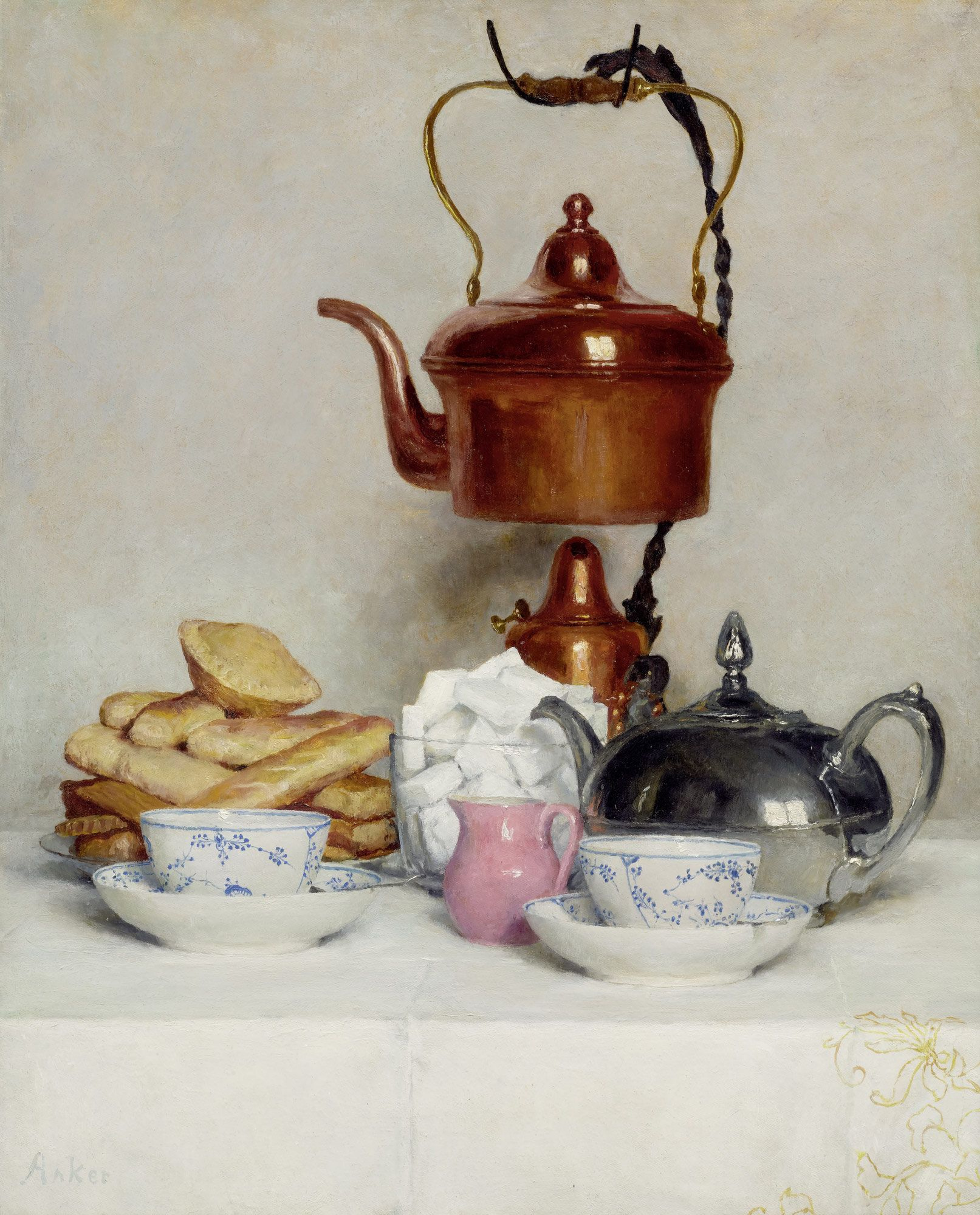
Чайний сервіз, (дата невідома)
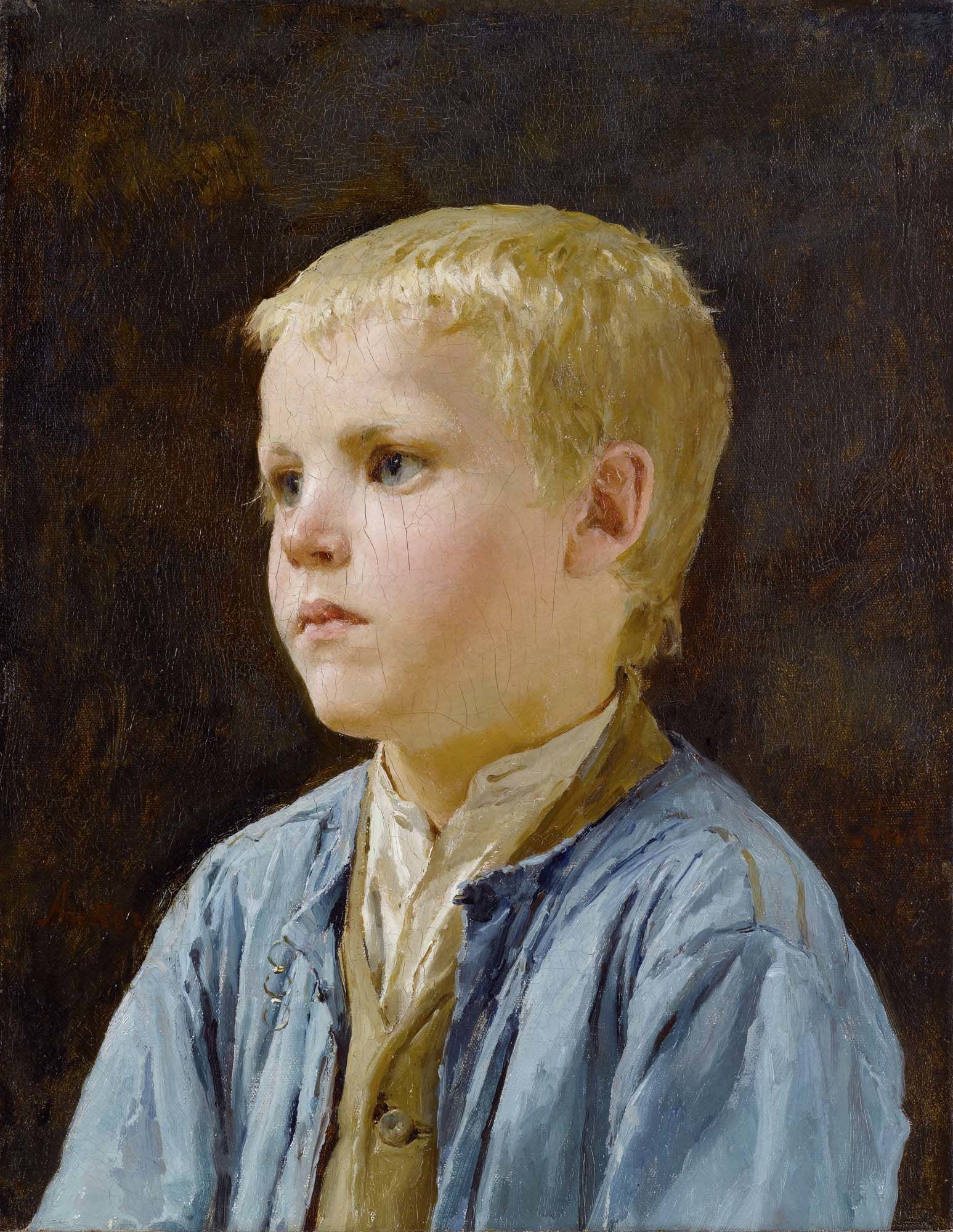
Портрет хлопчика, (дата невідома)
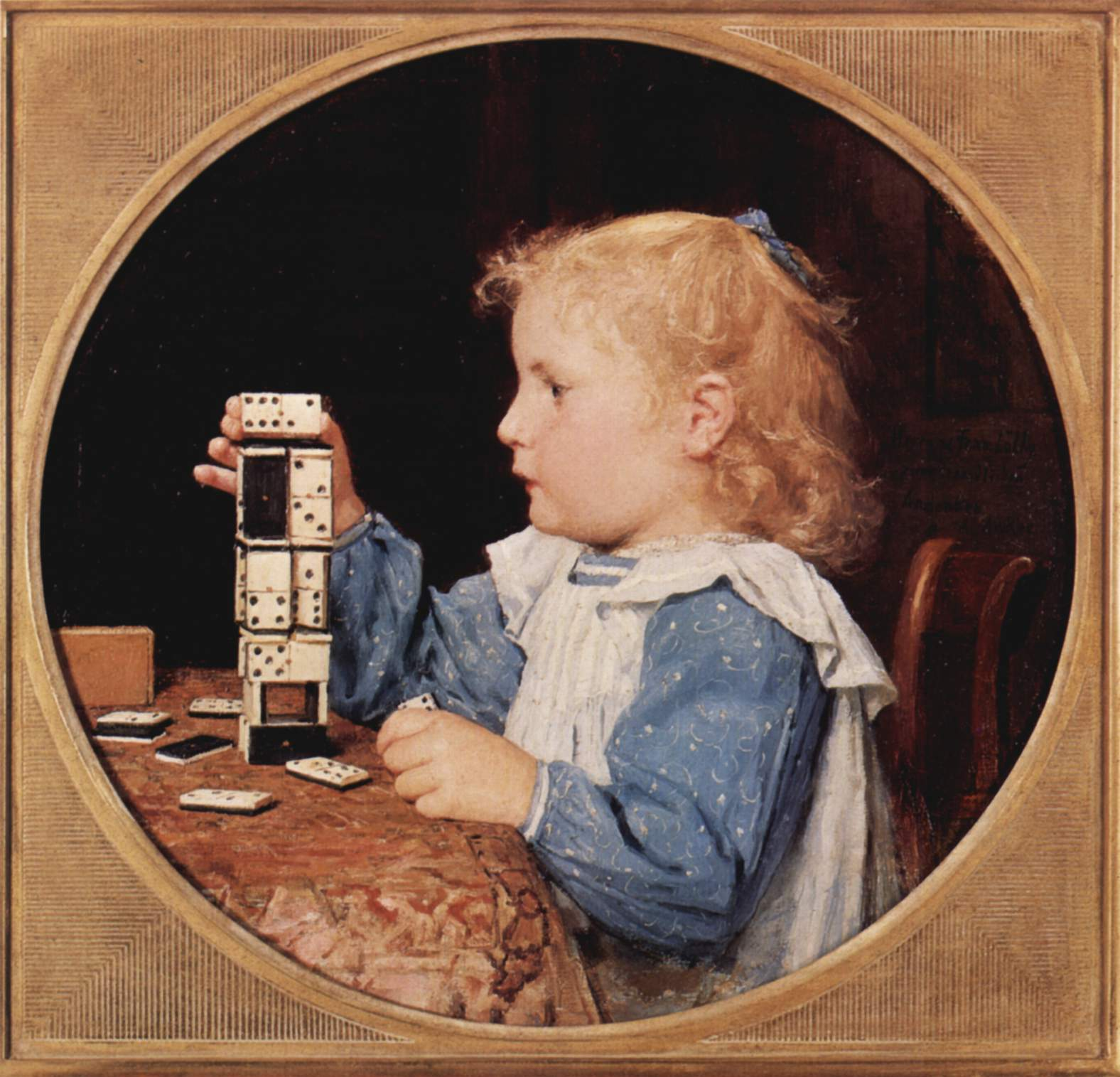
Дівчинка з доміно, (дата невідома)
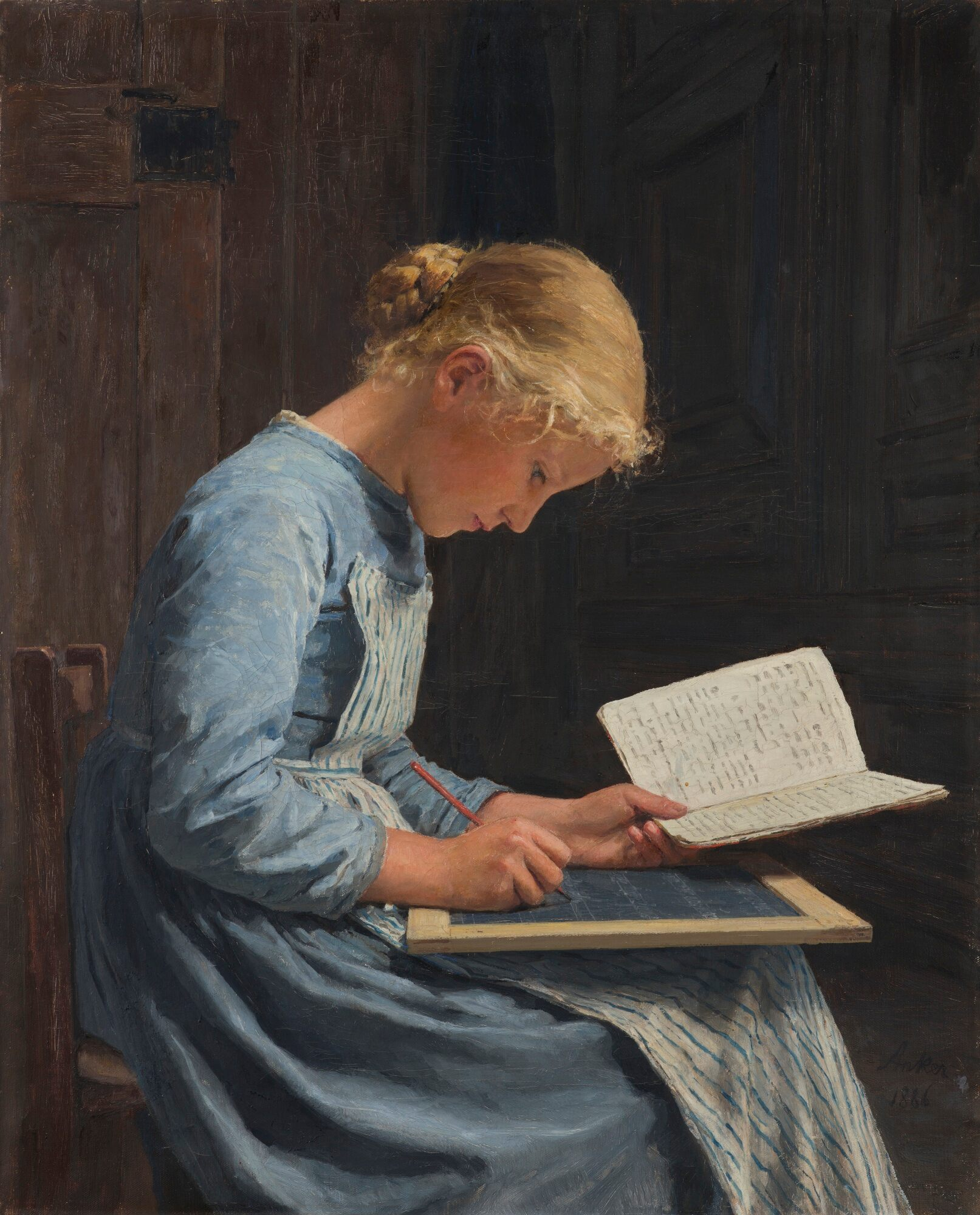
Старанна (Аплікація), 1886
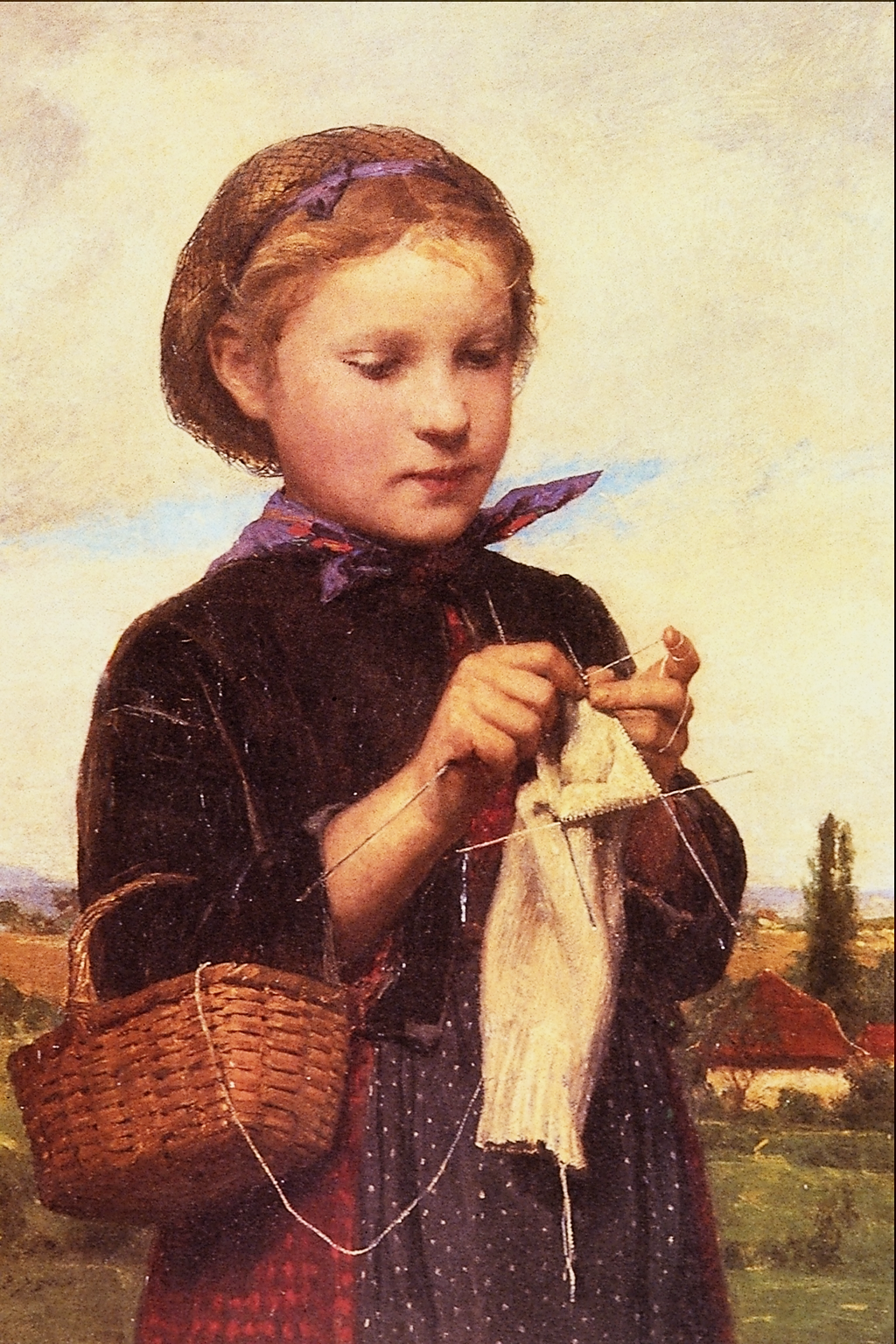
Дівчина за в'язанням, (дата невідома)
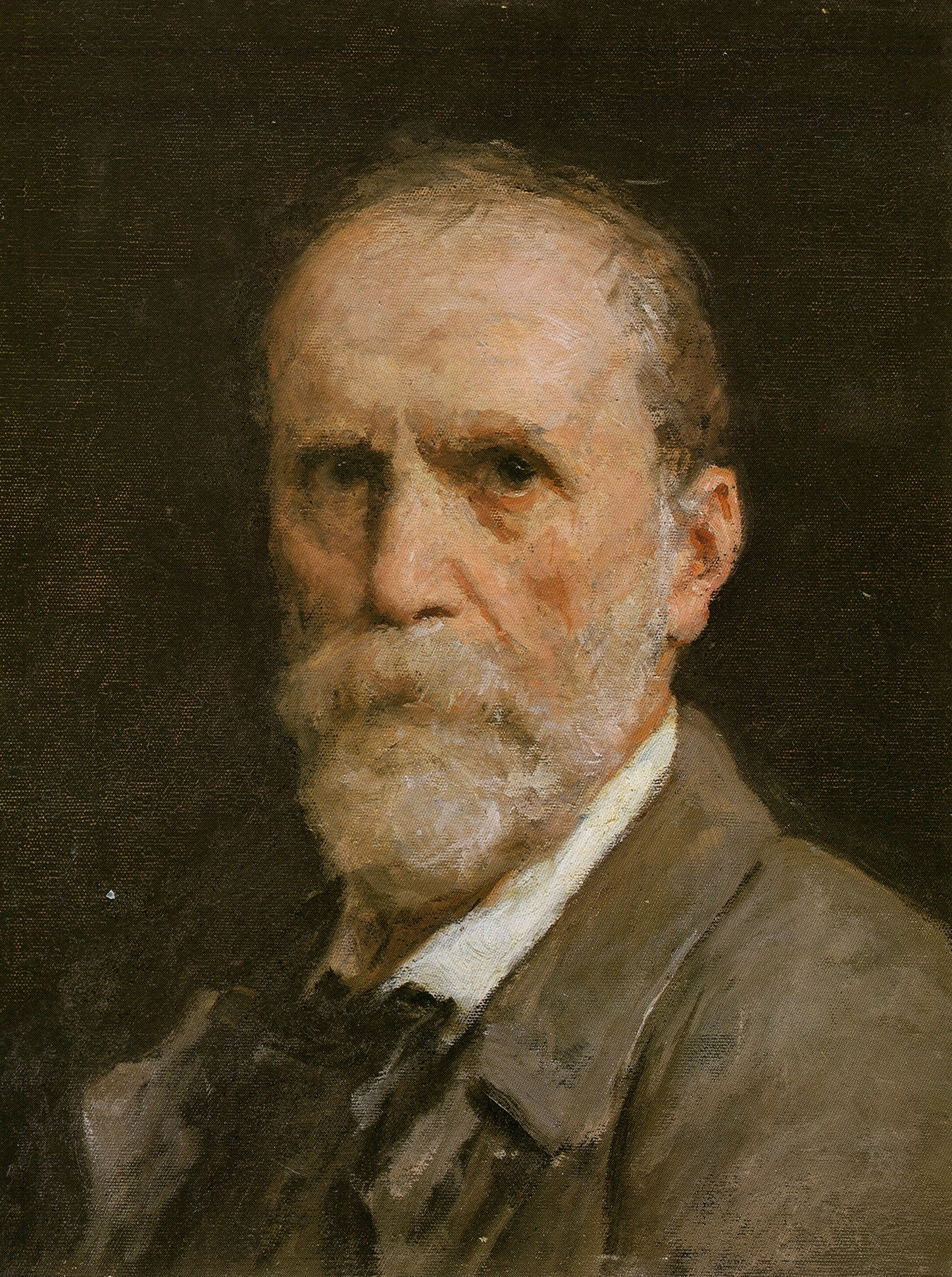
Автопортрет, 1908